# La Croisette
Pour les articles homonymes, voir Croisette.
La Croisette est une voie de Cannes, constituée du boulevard et de la promenade du même nom qui longe les plages de sable blanc face à la baie de Cannes. Bordée de nombreux hôtels, commerces de luxe et résidences de villégiature, c'est un haut lieu de l'événementiel et du tourisme sur la Côte d'Azur, dont l'histoire commence avec l'expansion de la ville au XIXe siècle.

## Origine du nom
Le nom de Croisette vient d'un calvaire érigé par les gens de mer, dont le socle ruiné était encore visible à la fin du XIXe siècle. En 1369, le cap porte le nom « de la croix ». C'est au milieu du XVIIe siècle que l'habitude est prise d'appeler « Croisette » la partie extrême du cap.

## Situation et accès
La Croisette est située au sud de la commune française de Cannes dans le département des Alpes-Maritimes en région Provence-Alpes-Côte d'Azur.

### Le boulevard
Le boulevard, d'une longueur de 2,650 km, commence dans le quartier Centre-Croisette à la suite du boulevard de la Pantiero et se termine Place Franklin-Roosevelt dans le quartier de la Pointe Croisette.
Le début du boulevard est bordé par la place du Général-de-Gaulle et le square Mérimée. La suite du boulevard est bordée par des édifices remarquables chargés d'histoire et de nombreuses boutiques de luxe.
Sur la droite, débouche la jetée Albert-Edouard qui longe le Vieux-Port dans le quartier Centre-ville - Croisette. À l'opposé, les quais du port Pierre-Canto débouchent sur le boulevard dans le quartier Pointe Croisette. 

Statues à l'entrée du boulevard de la Croisette
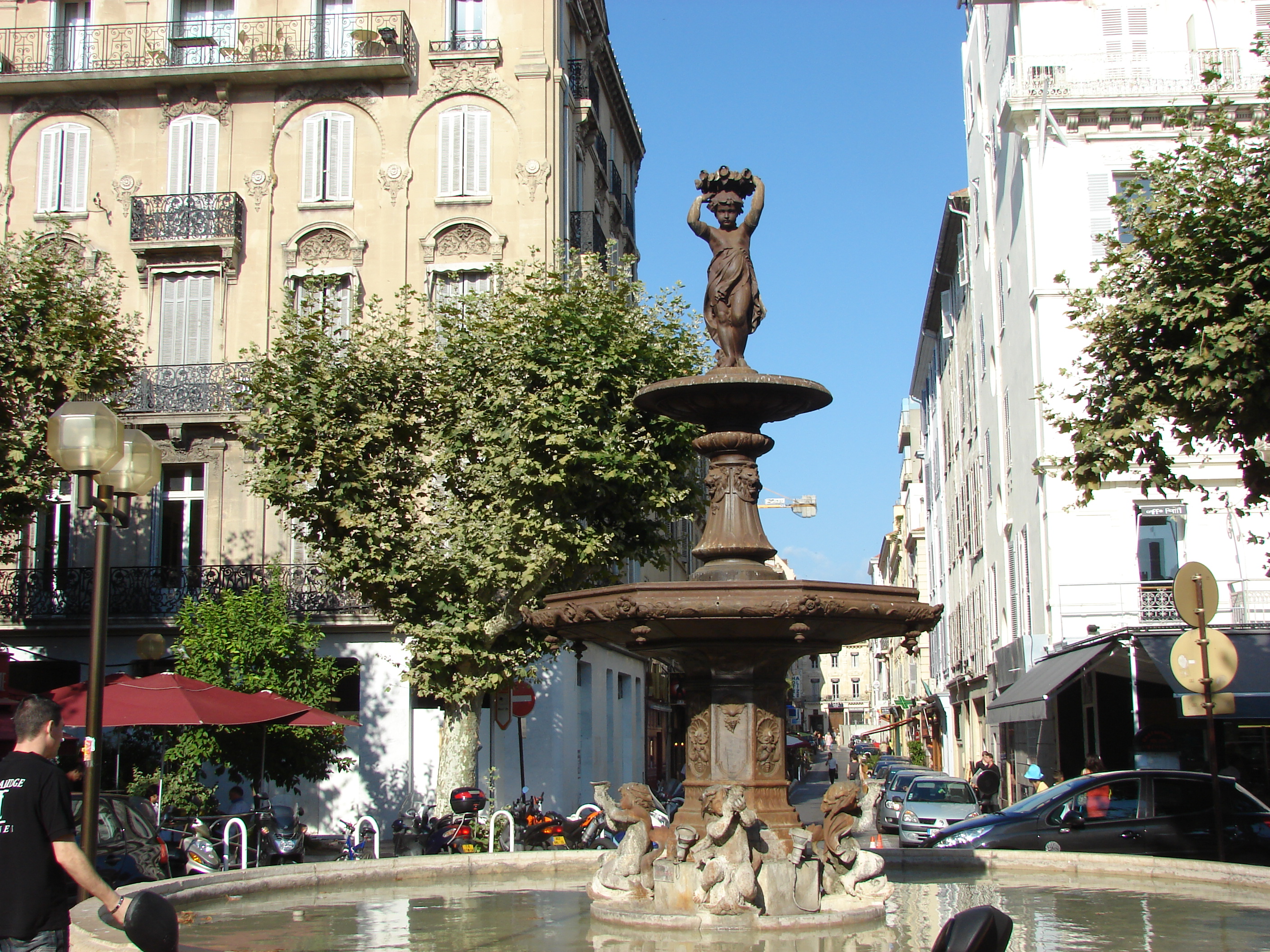
Fontaine de la place du Général-de-Gaulle
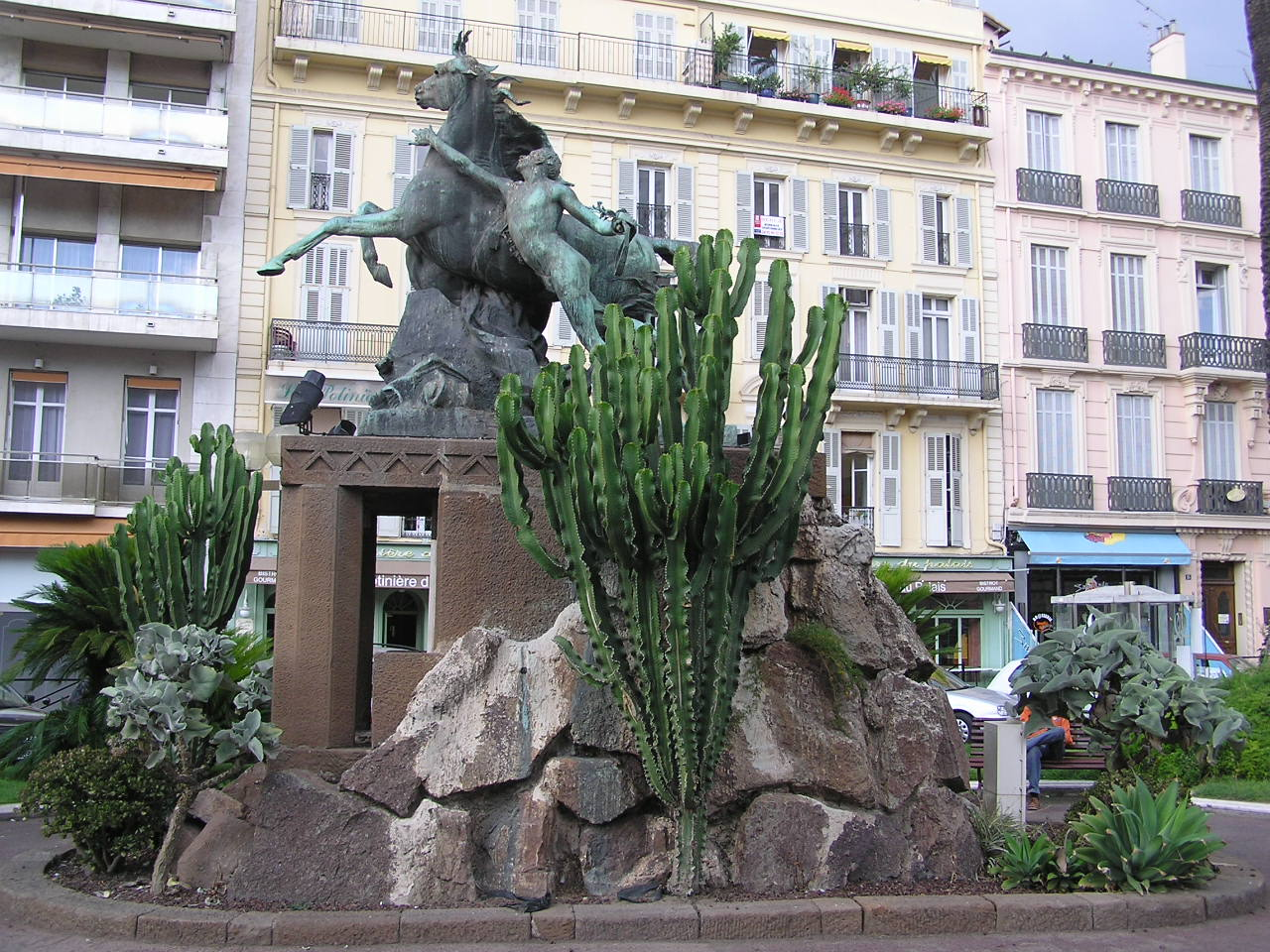
La Reprise du vainqueur, Arthur Le Duc, square Mérimée
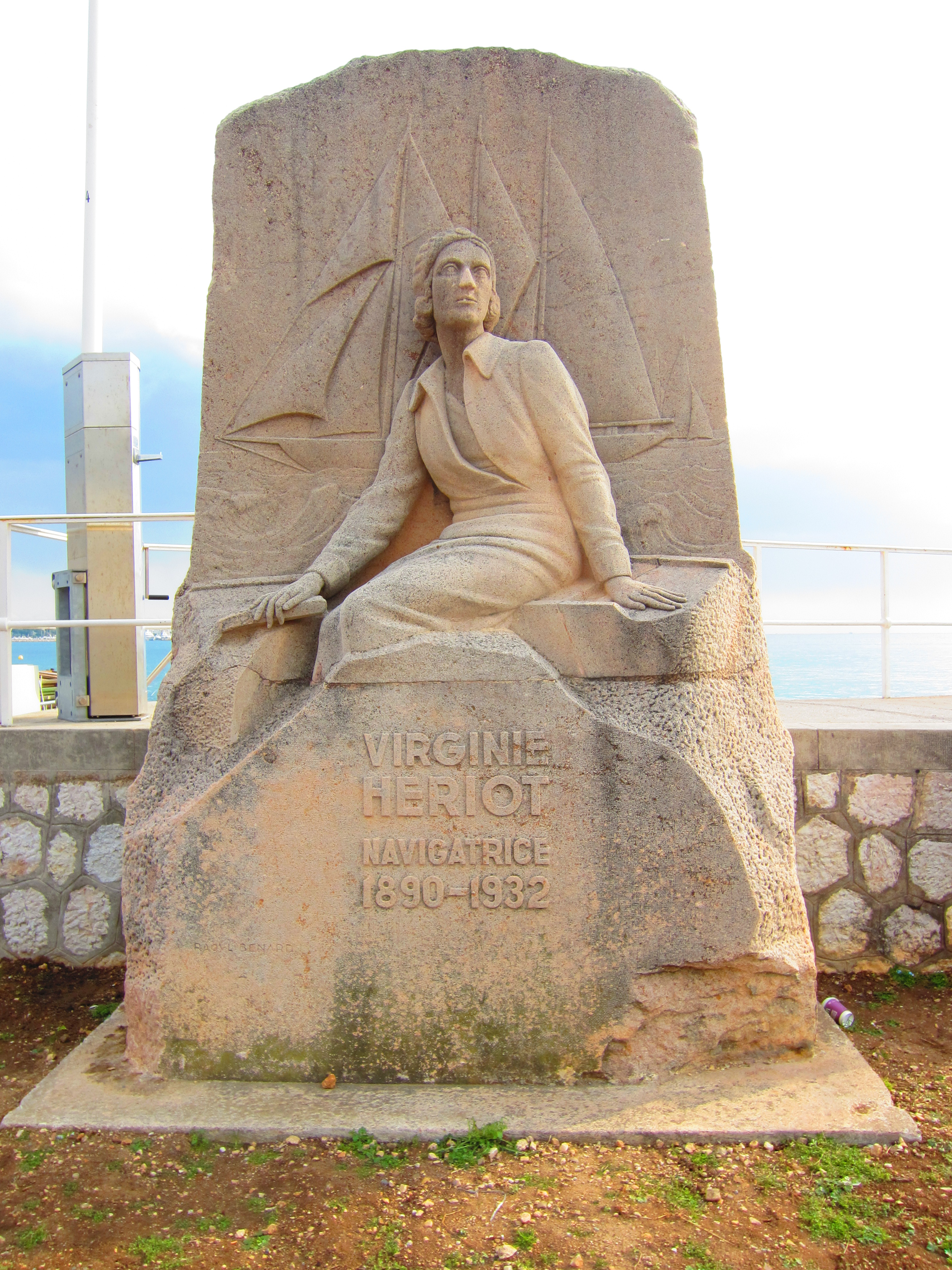
Stèle à Virginie Hériot, jetée Albert-Edouard

Angle rues adjacentes et boulevard de la Croisette
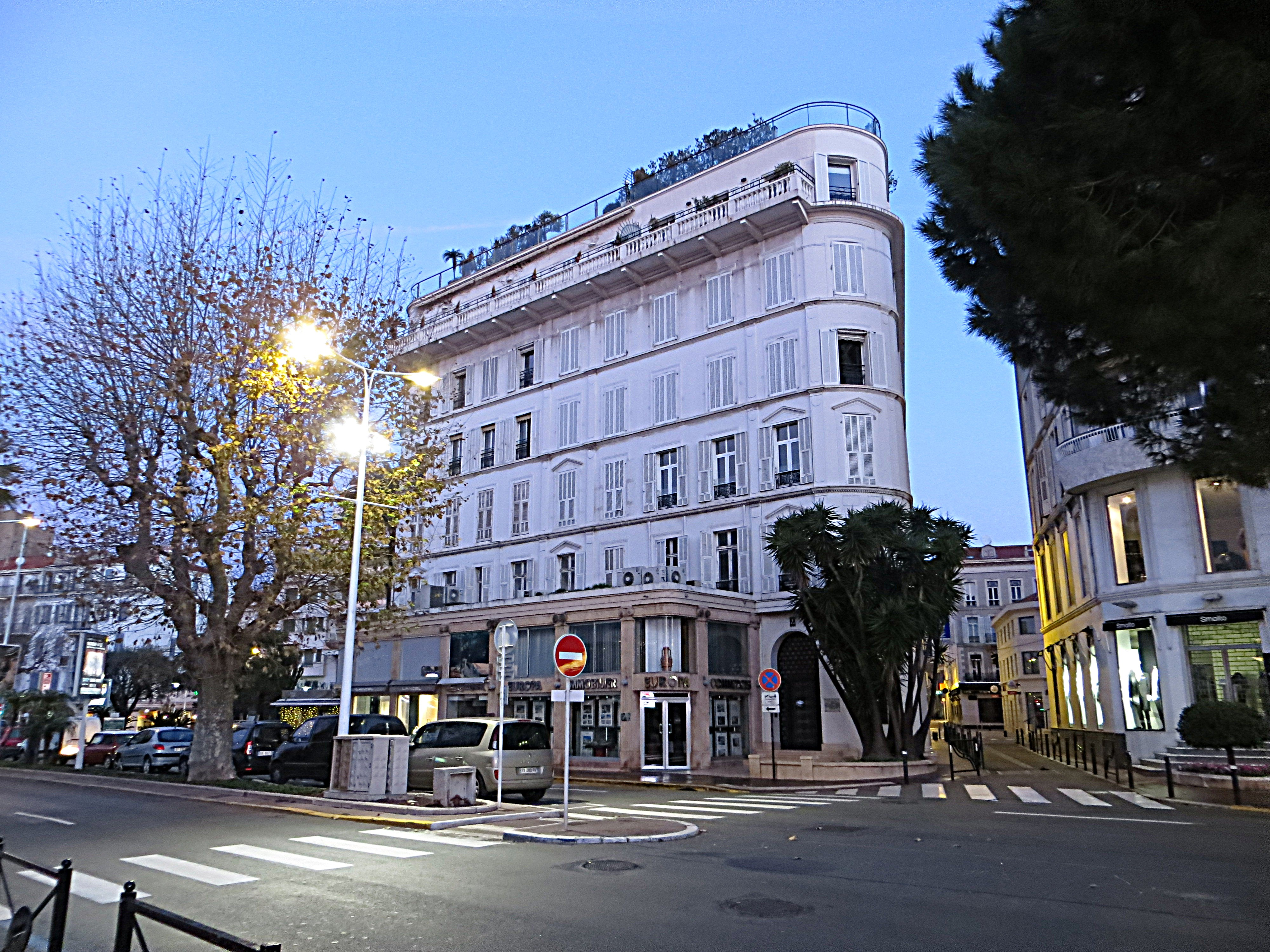
Angle rue Buttura
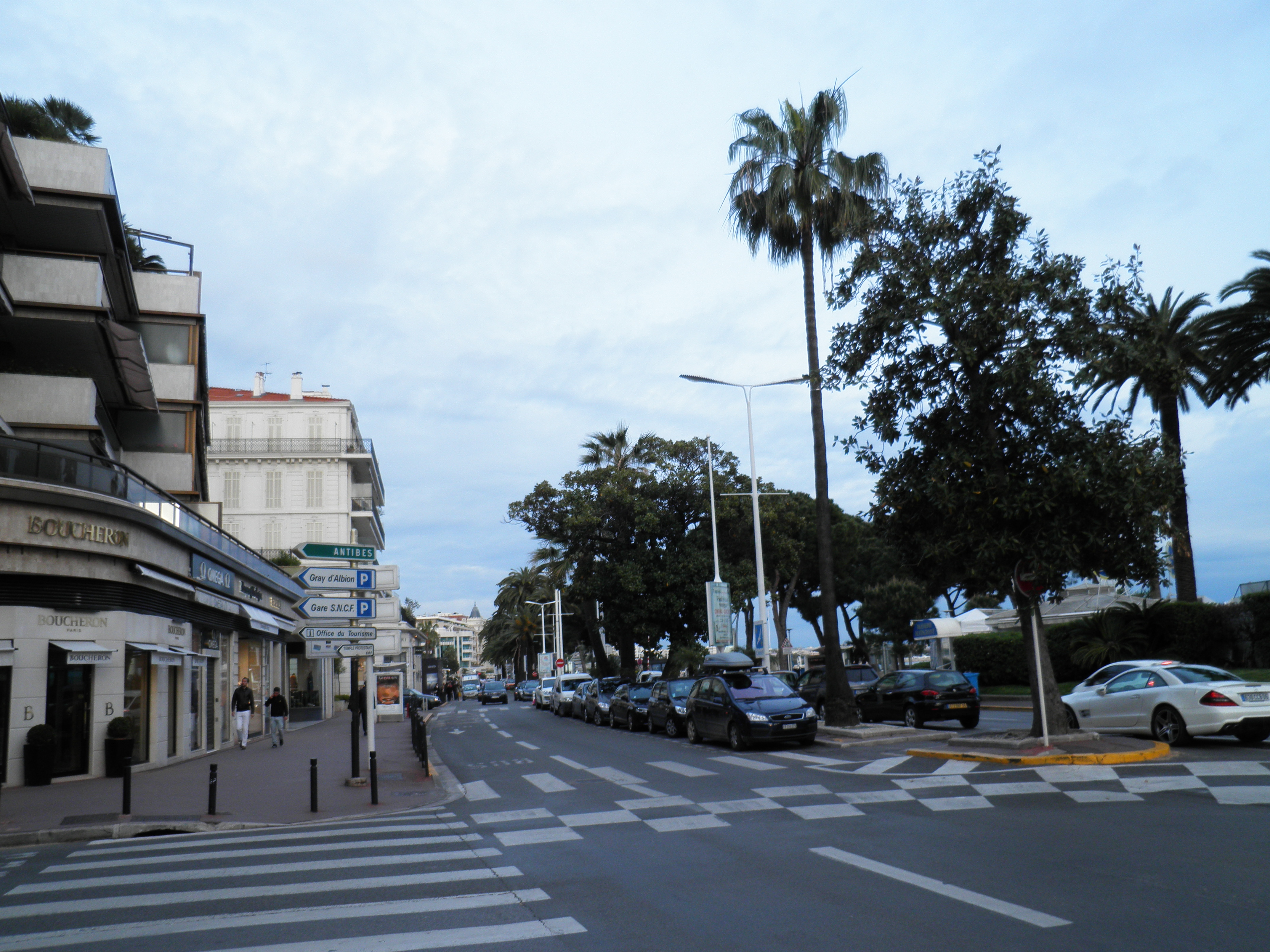
Angle rue des Serbes
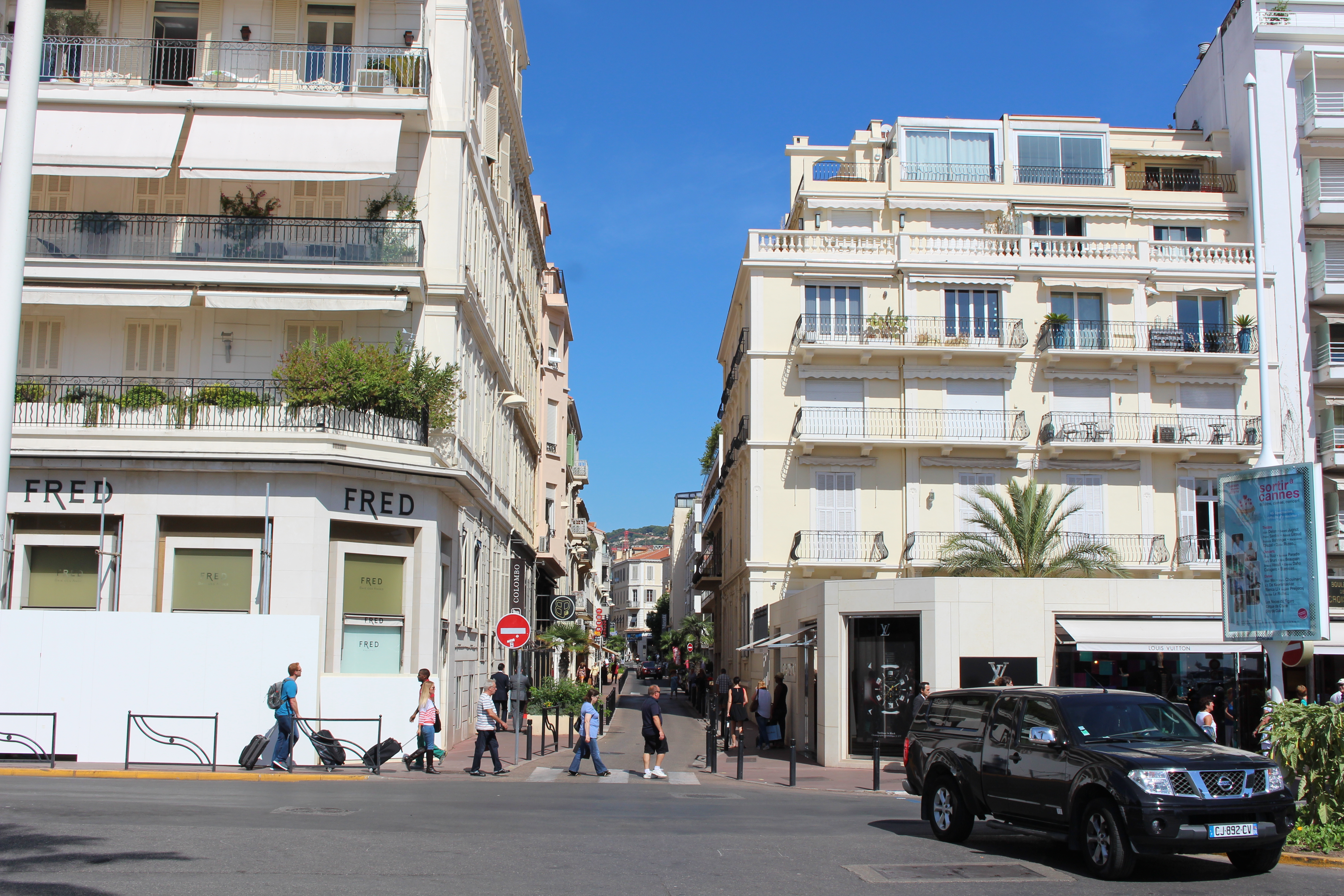
Angle rue Macé
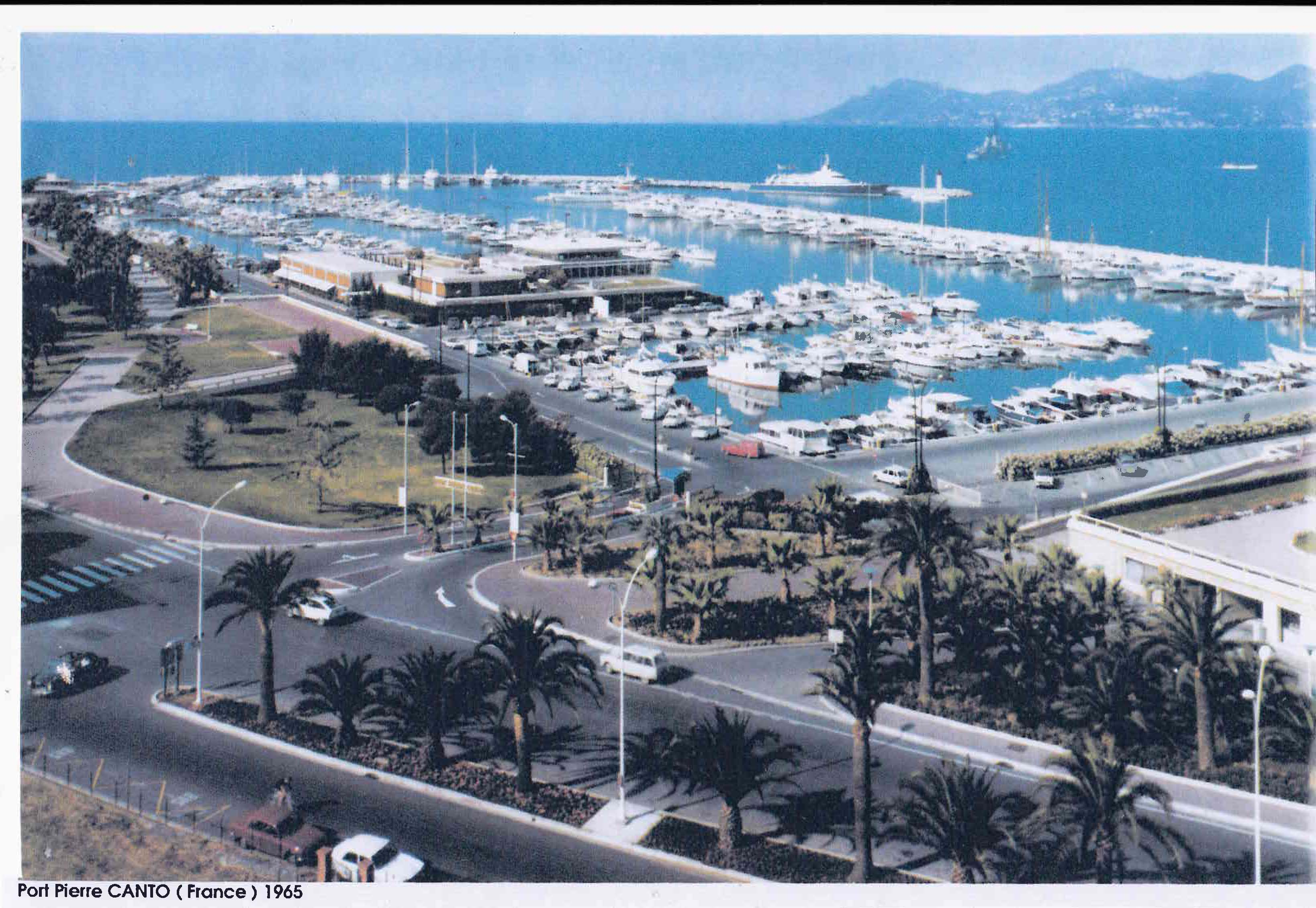
Angle quais du port Pierre-Canto

Le boulevard est bordé, côté mer, par une piste cyclable et un large trottoir qui constitue la promenade du même nom longeant la baie de Cannes.

### La promenade

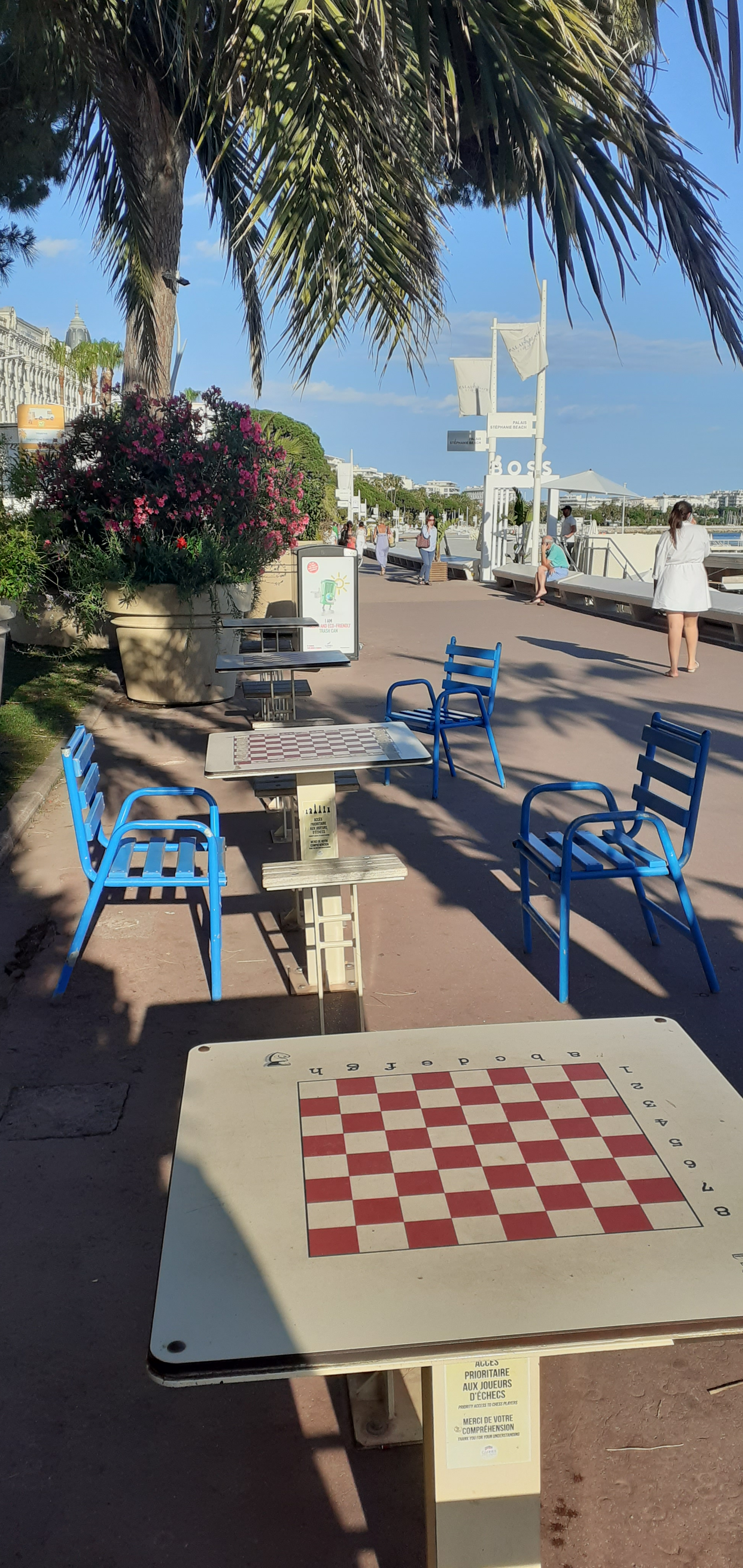
Échiquiers à l'ombre des palmiers de la Croisette.

La promenade est agrémentée, côté boulevard, de parterres de fleurs, de plantes et d'arbres ombrageant les aires de stationnement aménagées le long du boulevard et du terre-plein central, également complanté, séparant les voies de circulation automobile. Côté mer, elle est dotée de kiosques, de bancs, de chaises, d'arbres, mais aussi de quatre échiquiers installés à demeure sur des tables face à la Malmaison. Elle fait suite à la promenade de la jetée Albert-Edouard qui rejoint la promenade Robert-Favre Le Bret à l'arrière du palais des festivals et des congrès et à l'esplanade Georges-Pompidou, face à l'auditorium Louis-Lumière du Palais, suivie par le square Reynaldo-Hahn accueillant le jardin d'enfants et le carrousel. Elle se poursuit jusqu'à la Pointe Croisette en longeant la roseraie du square du Huit-Mai-1945, le port Pierre-Canto, le square de Verdun et le port de la Pointe Croisette.

Esplanade Georges-Pompidou et square Reynaldo-Hahn
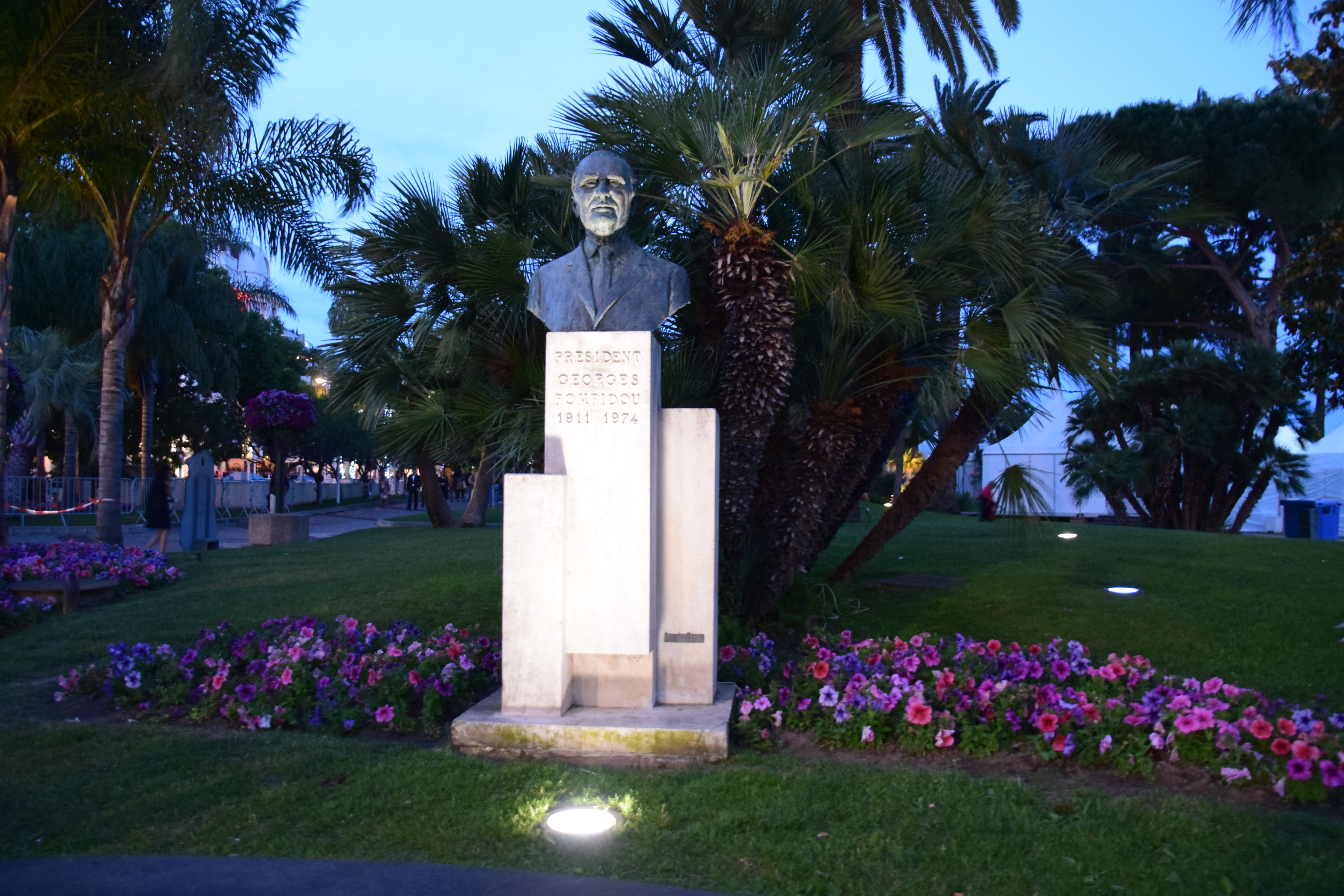
Monument à Georges Pompidou.
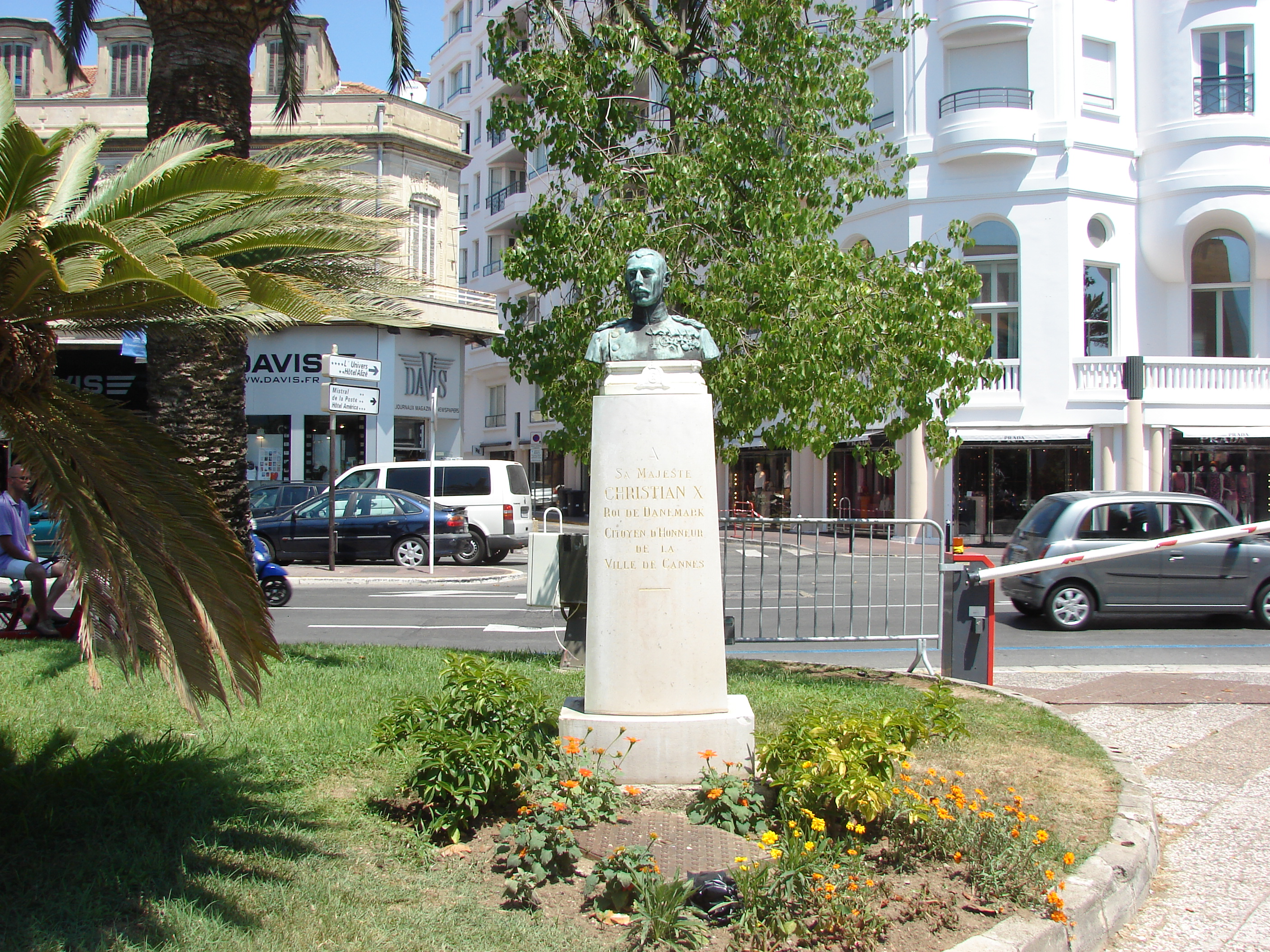
Monument à Christian X.
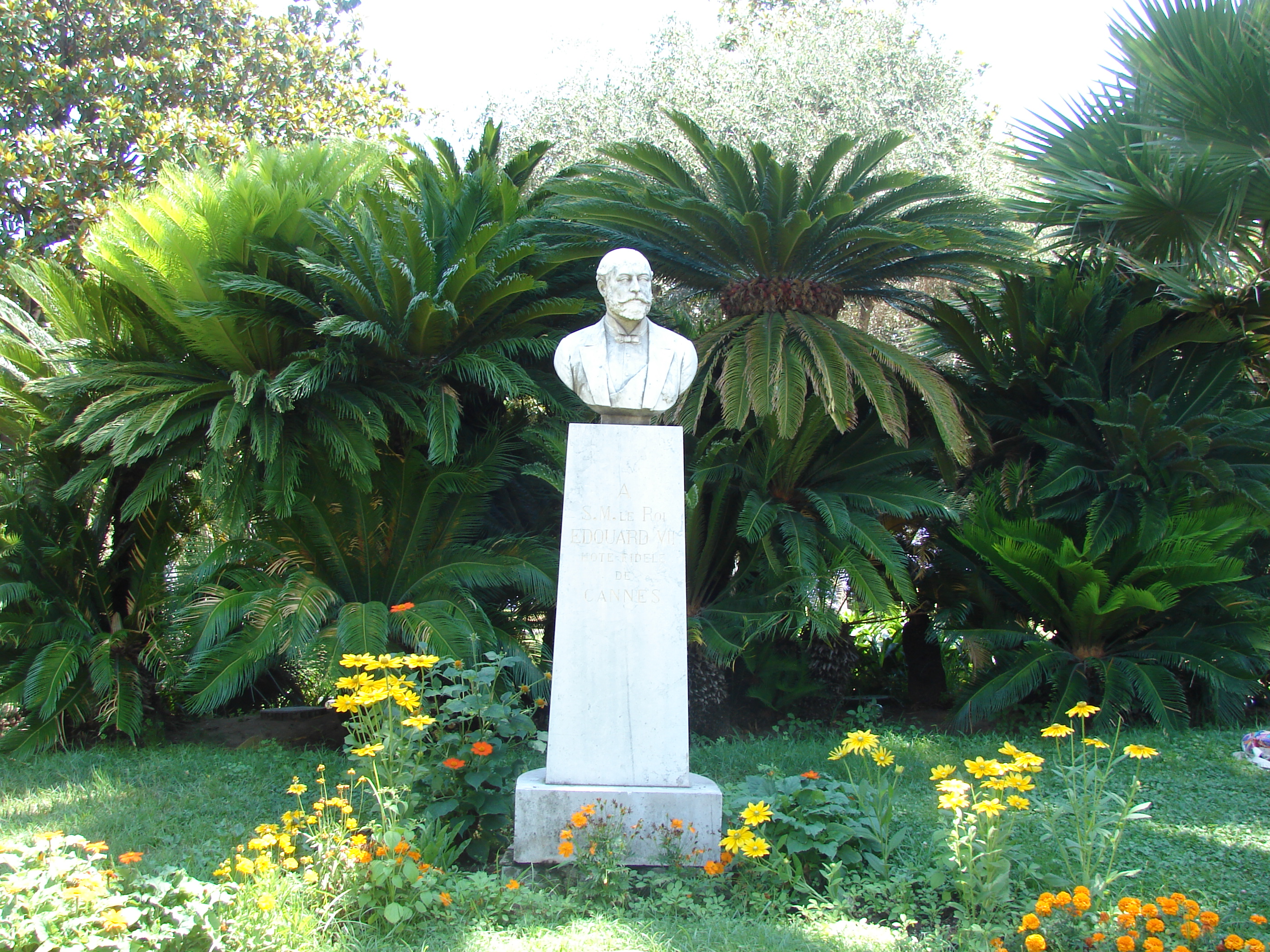
Monument à Edouard VII.
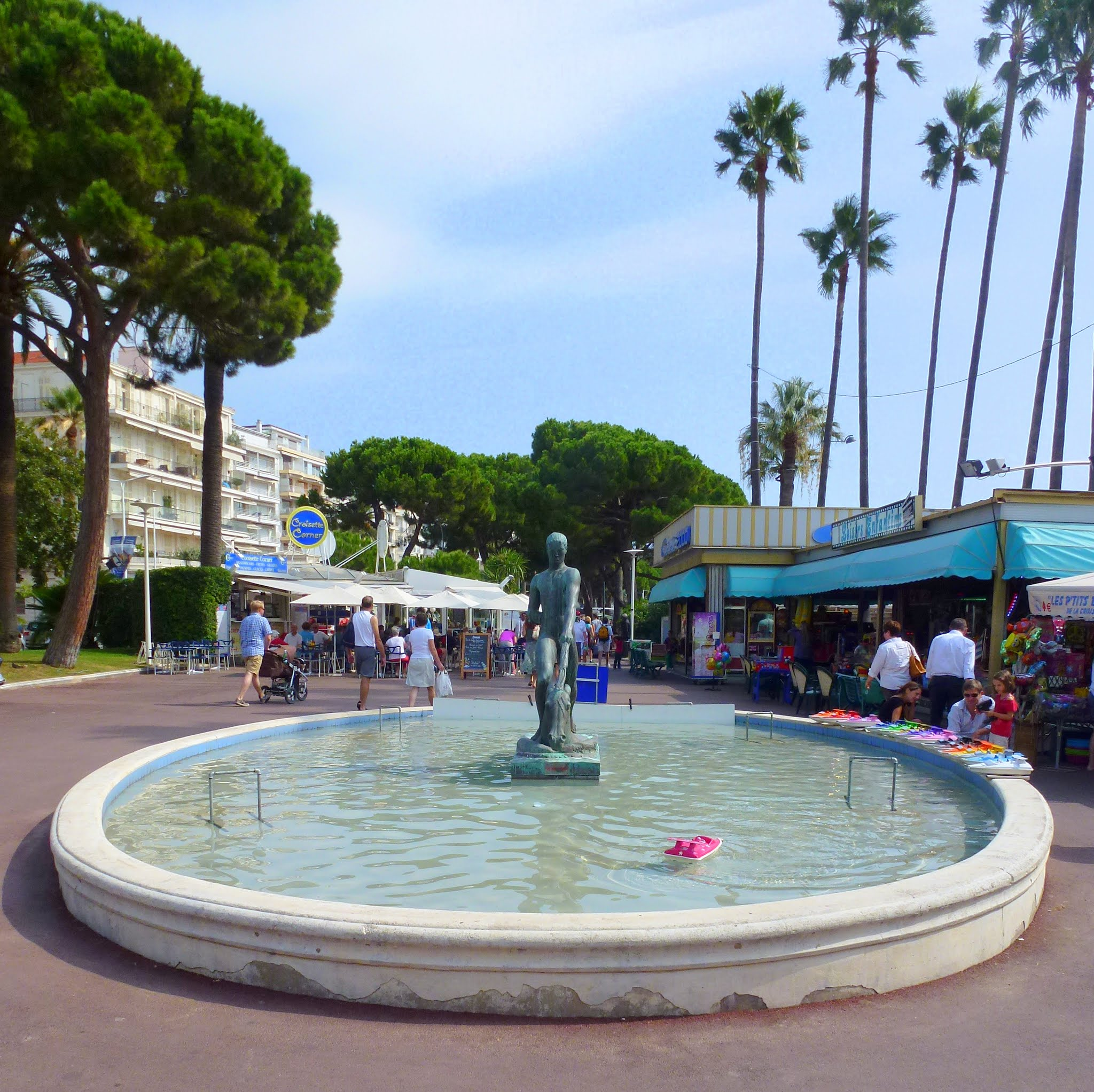
Fontaine.
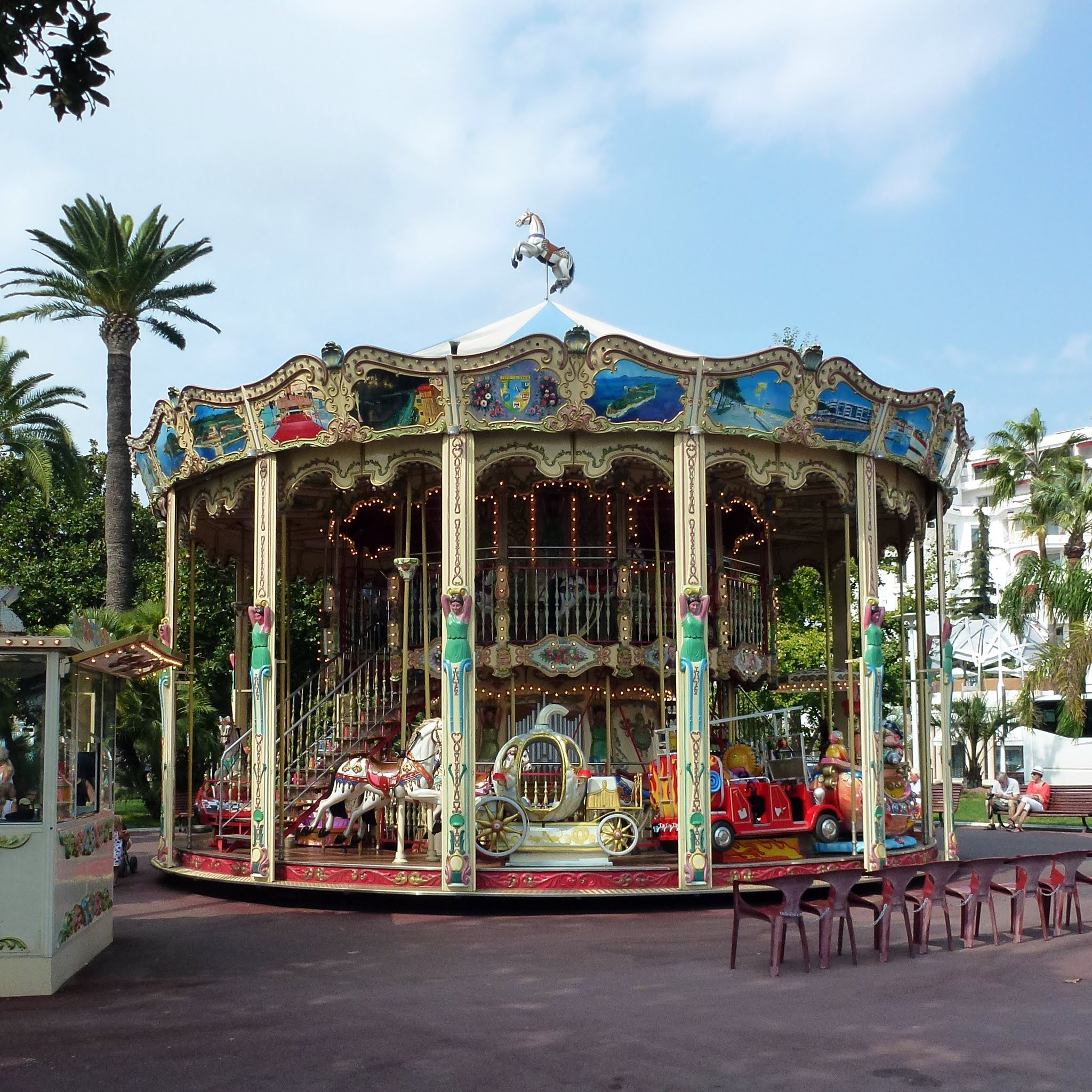
Carrousel.

Promenade de la Croisette
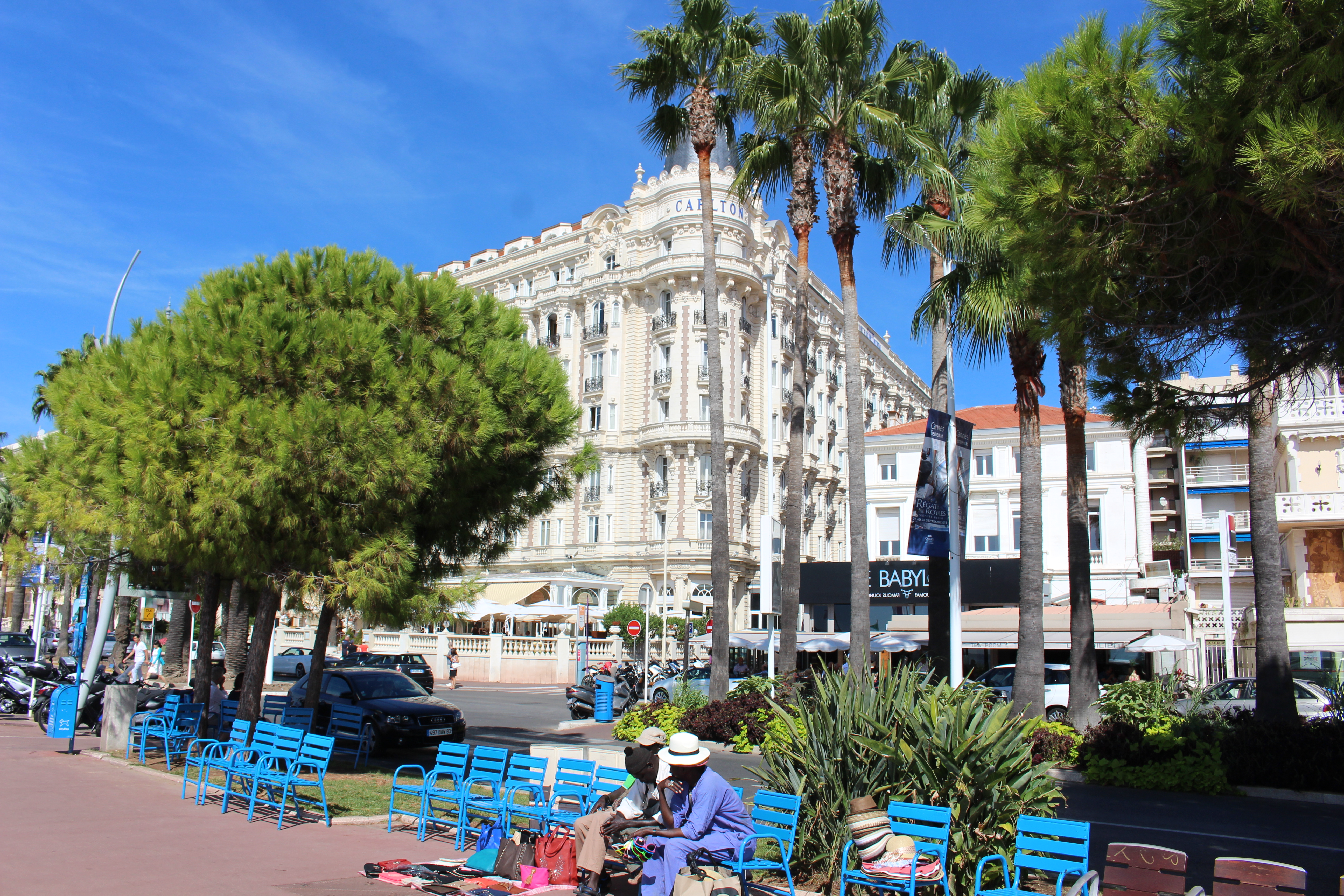
Les chaises Bleues sur la promenade face au Carlton.
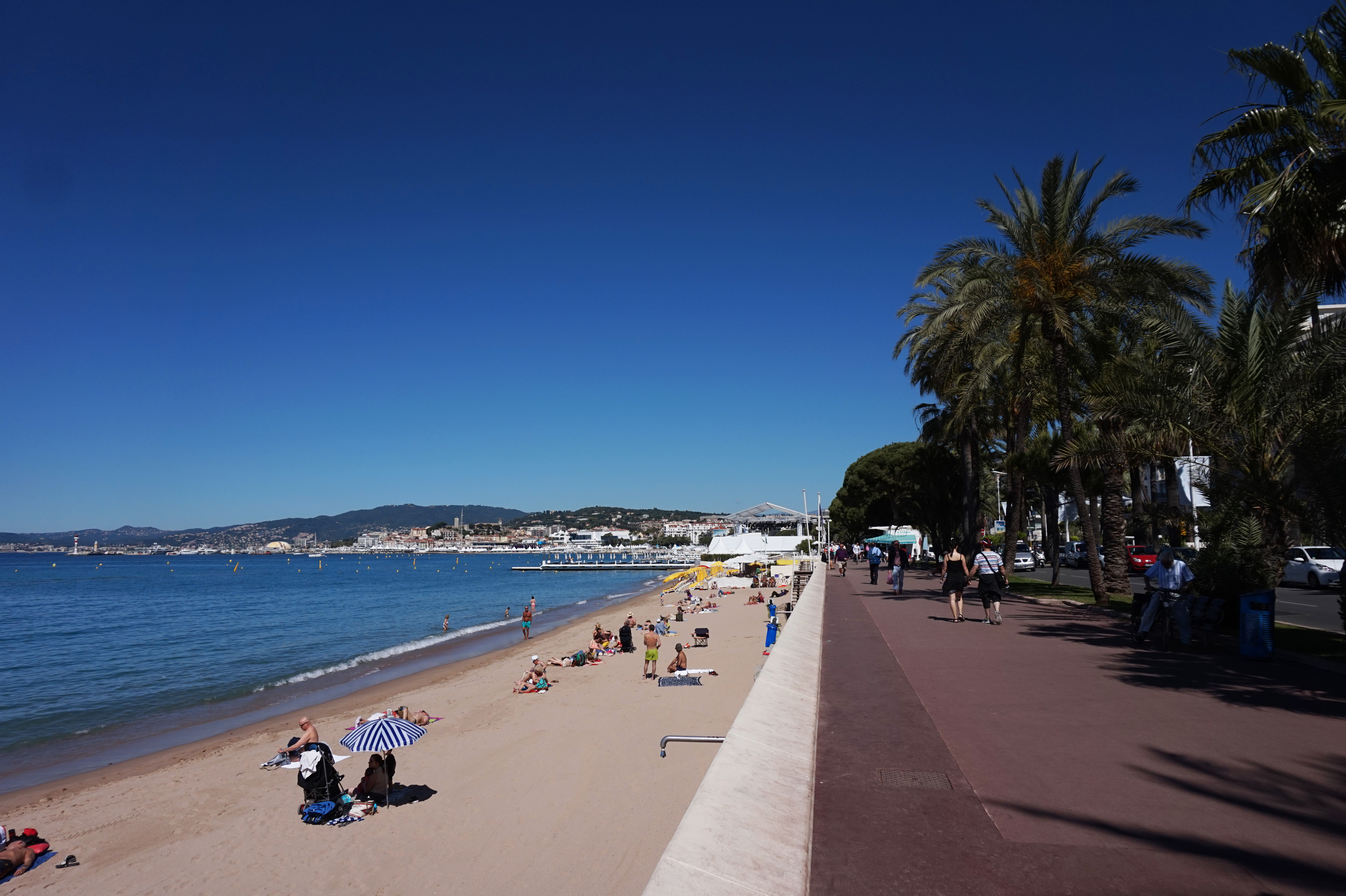
La promenade entre plage et boulevard.
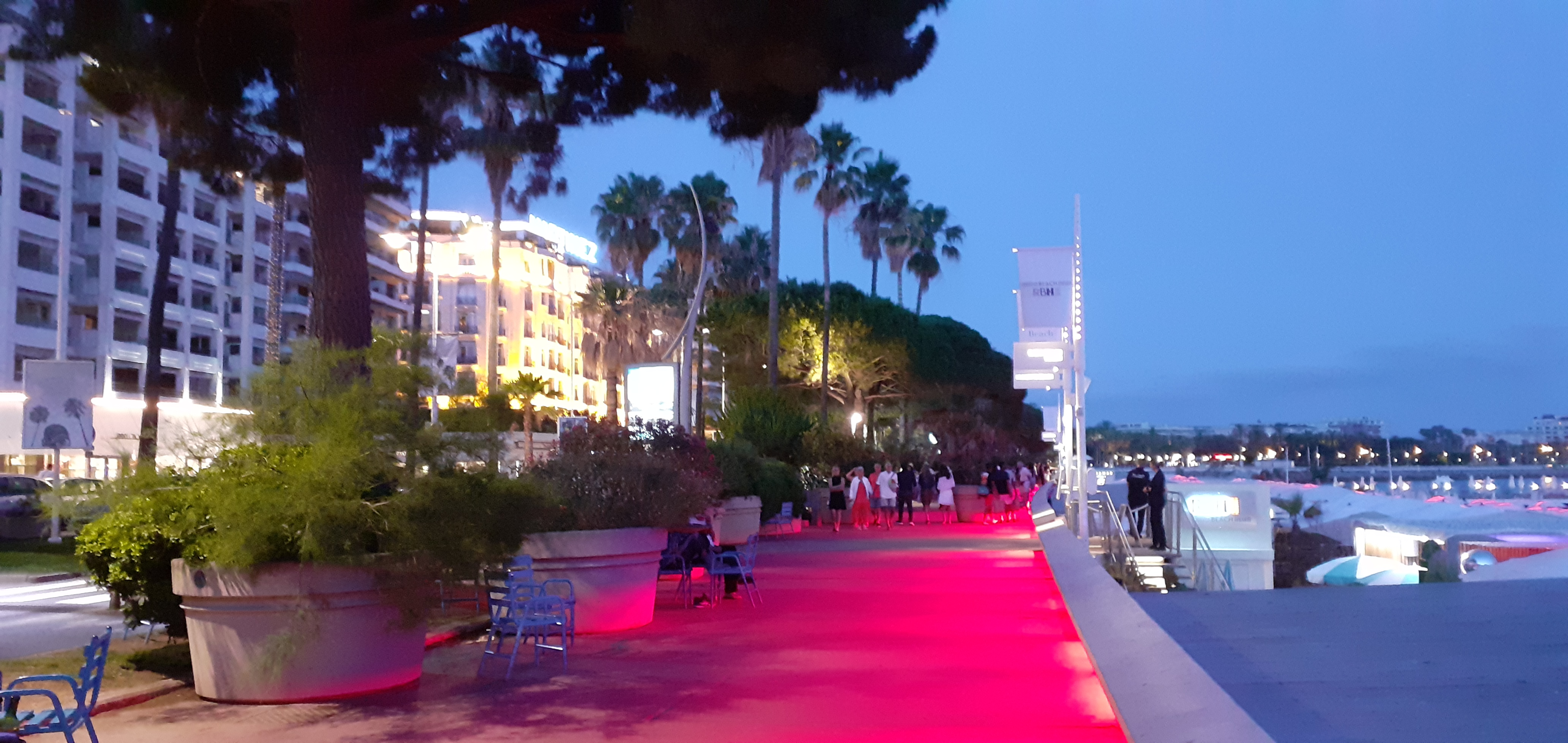
Lumière rouge projetée au sol par des projecteurs le long de la rambarde.

Square du Huit-Mai-1945
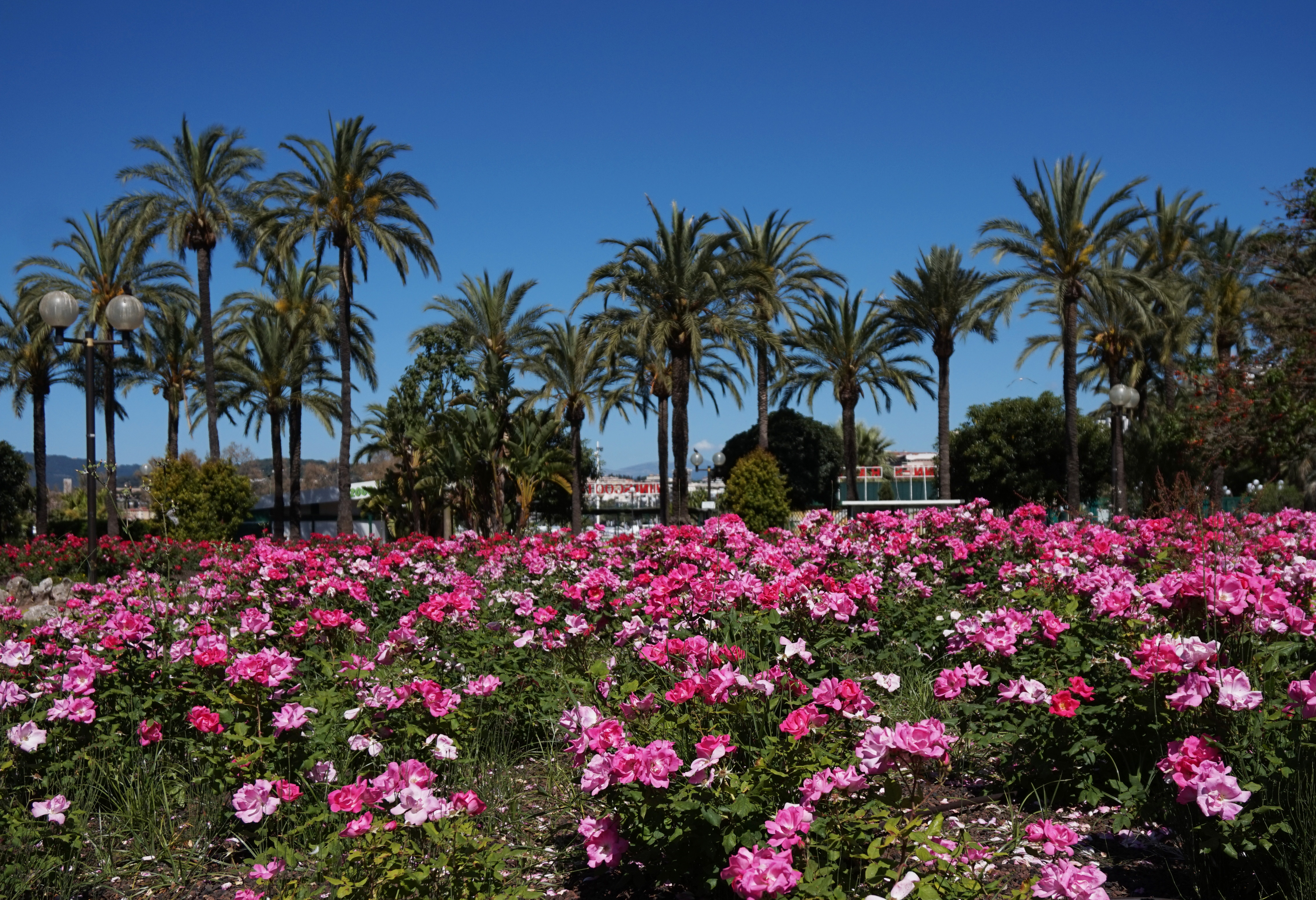
Roseraie.
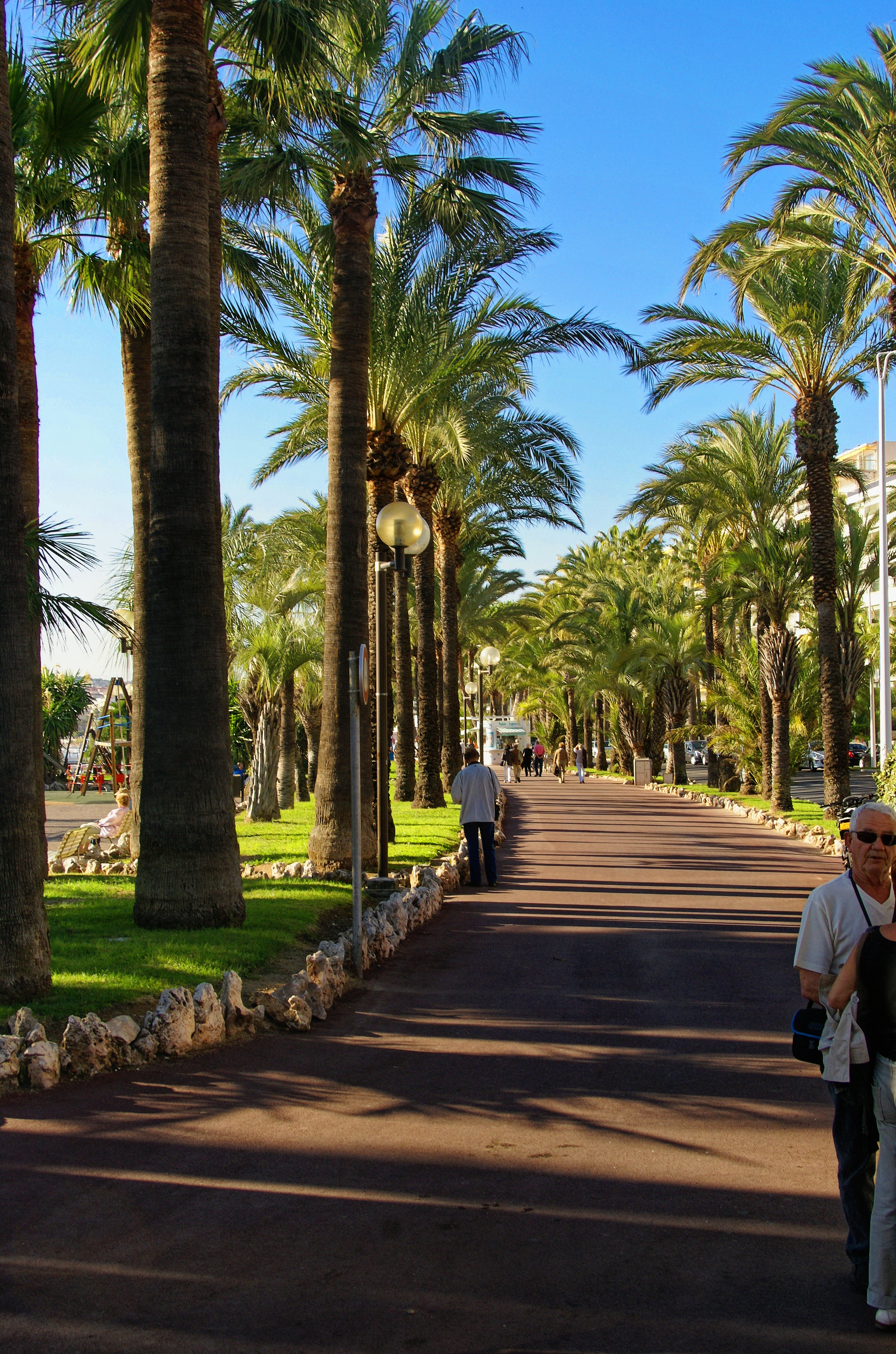
Promenade côté boulevard.
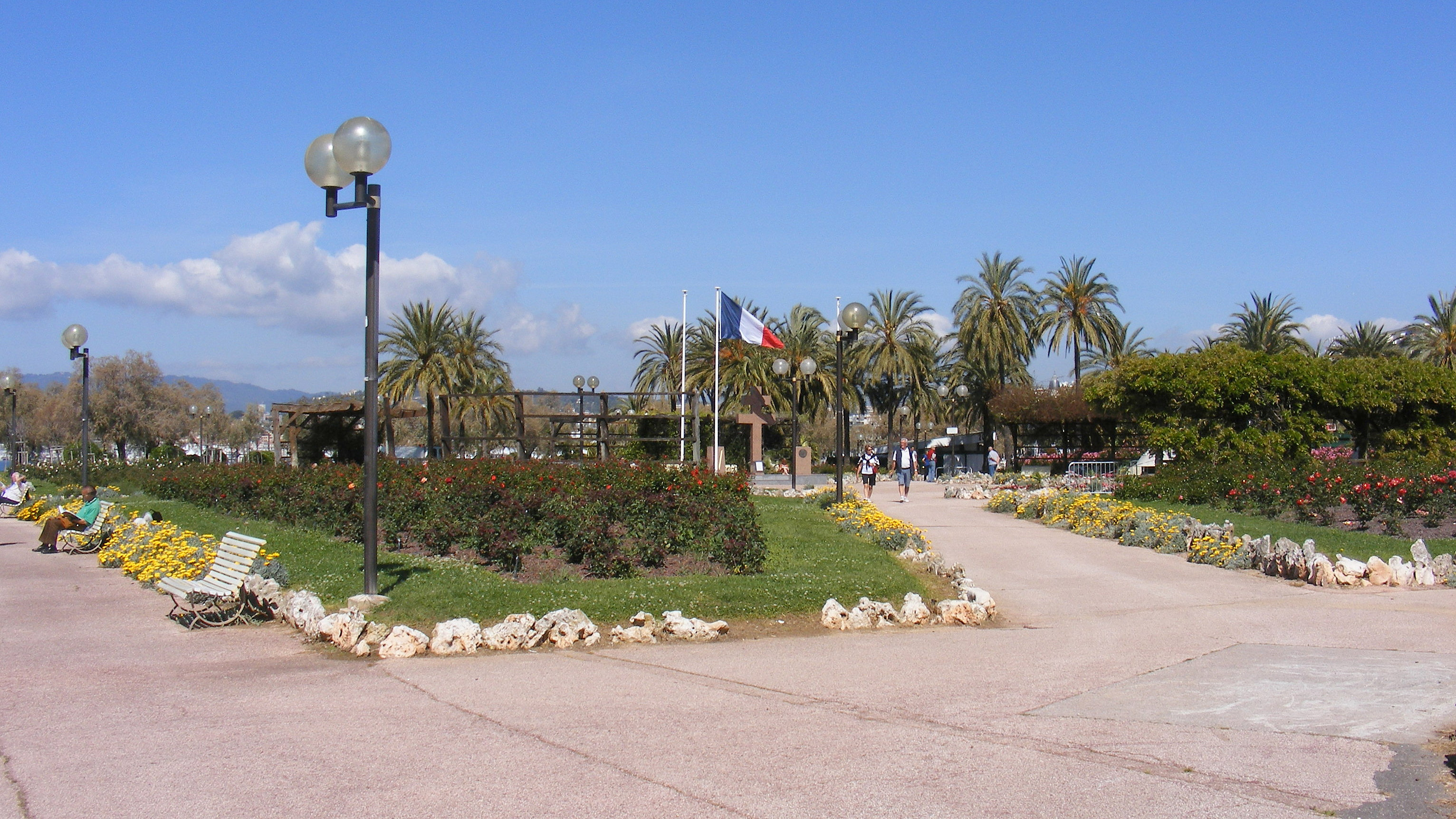
Massif, pergolas et monument au Général de Gaulle.

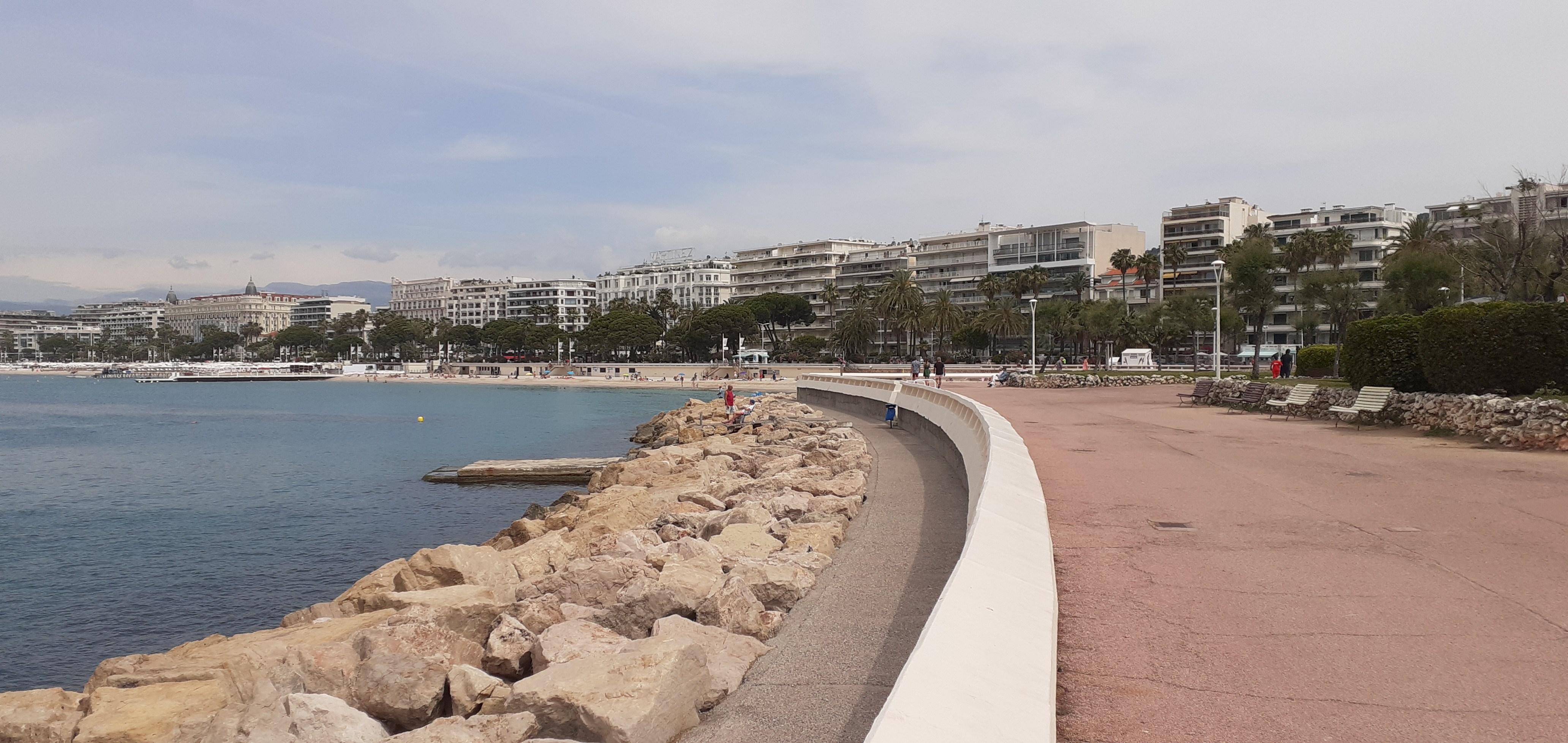
La promenade de la Croisette du côté de la roseraie.

Un mur de soutènement vertical sépare la promenade de la plage qui reste accessible par des escaliers ou des rampes. Un garde-fou protège la promenade, sous la forme d'un large parapet utilisé comme banquette et équipé d'un dispositif d'éclairage à LED de couleur rouge.

### Les plages
Les plages publiques s'étendent en contrebas de la promenade tout au long de la baie, depuis celle du Palais des Festivals jusqu'à Bijou-Plage et son handiplage, en passant par la plage Macé, sur laquelle sont organisées tous les soirs pendant le Festival de Cannes les séances en plein air du Cinéma de la Plage ouvertes au public, et la plage en régie municipale Zamenhof. Elles alternent avec les plages privées qui occupent l'espace réservé aux grands hôtels. Elles sont équipées de douches et constituées de sable blanc. Elles sont périodiquement « engraissées » par un apport de sable puisé dans des gisements au large de la baie ou par du sable de carrière et re-profilées. Elles ont été récemment élargies de 20 à 40 mètres.

Les plages de la Croisette
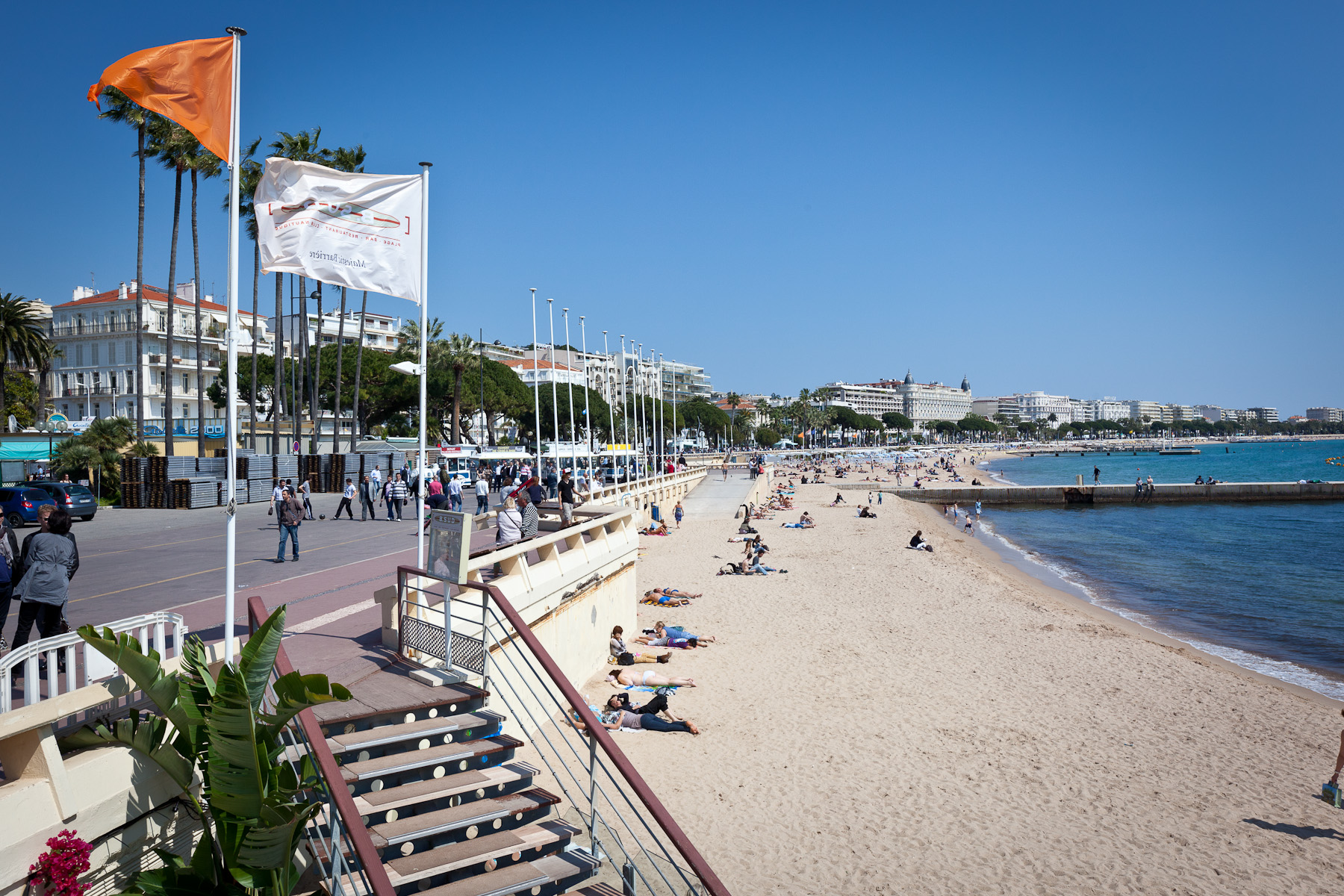
Escalier et rampe d'accès à la place publique Macé.
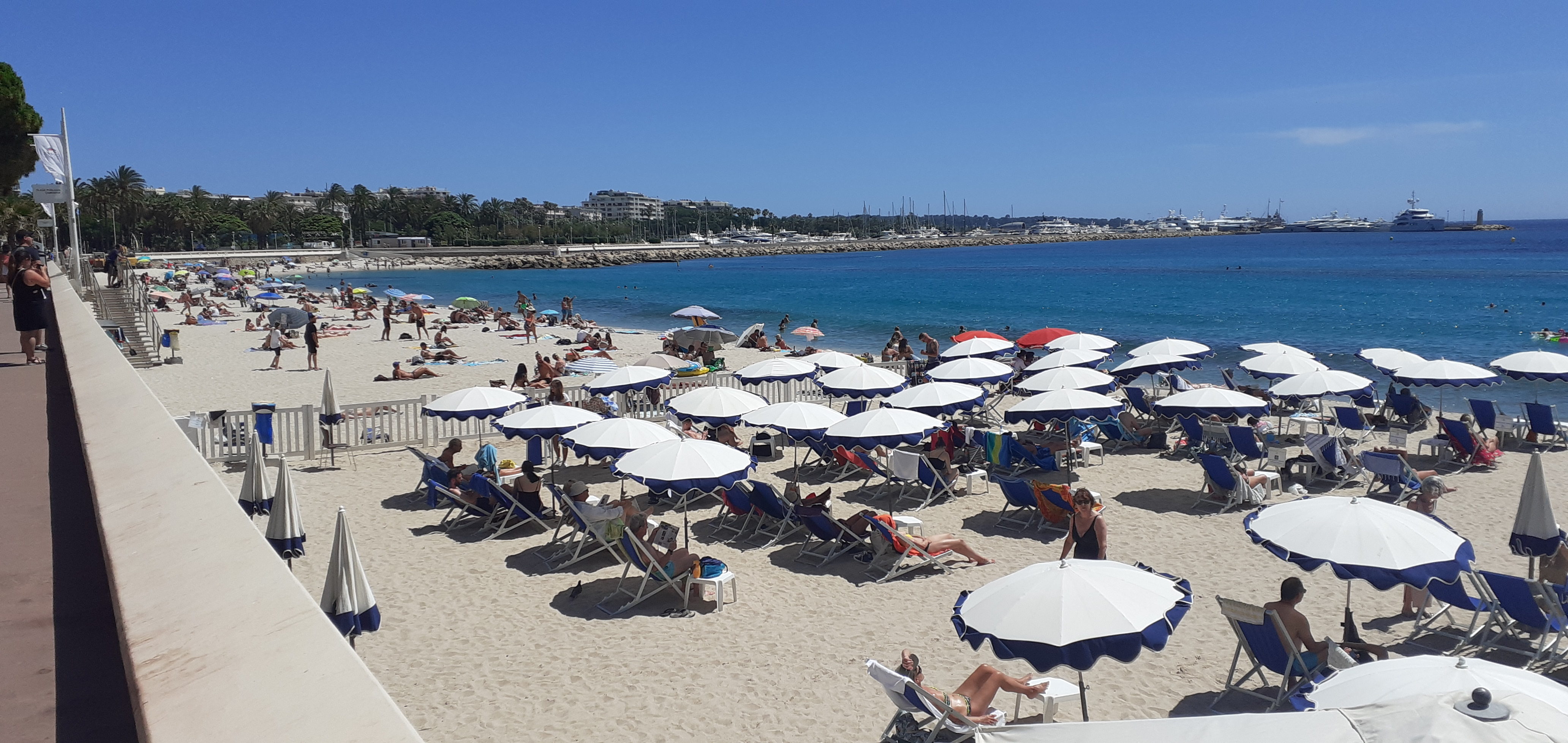
Plage en régie municipale Zamenhof.
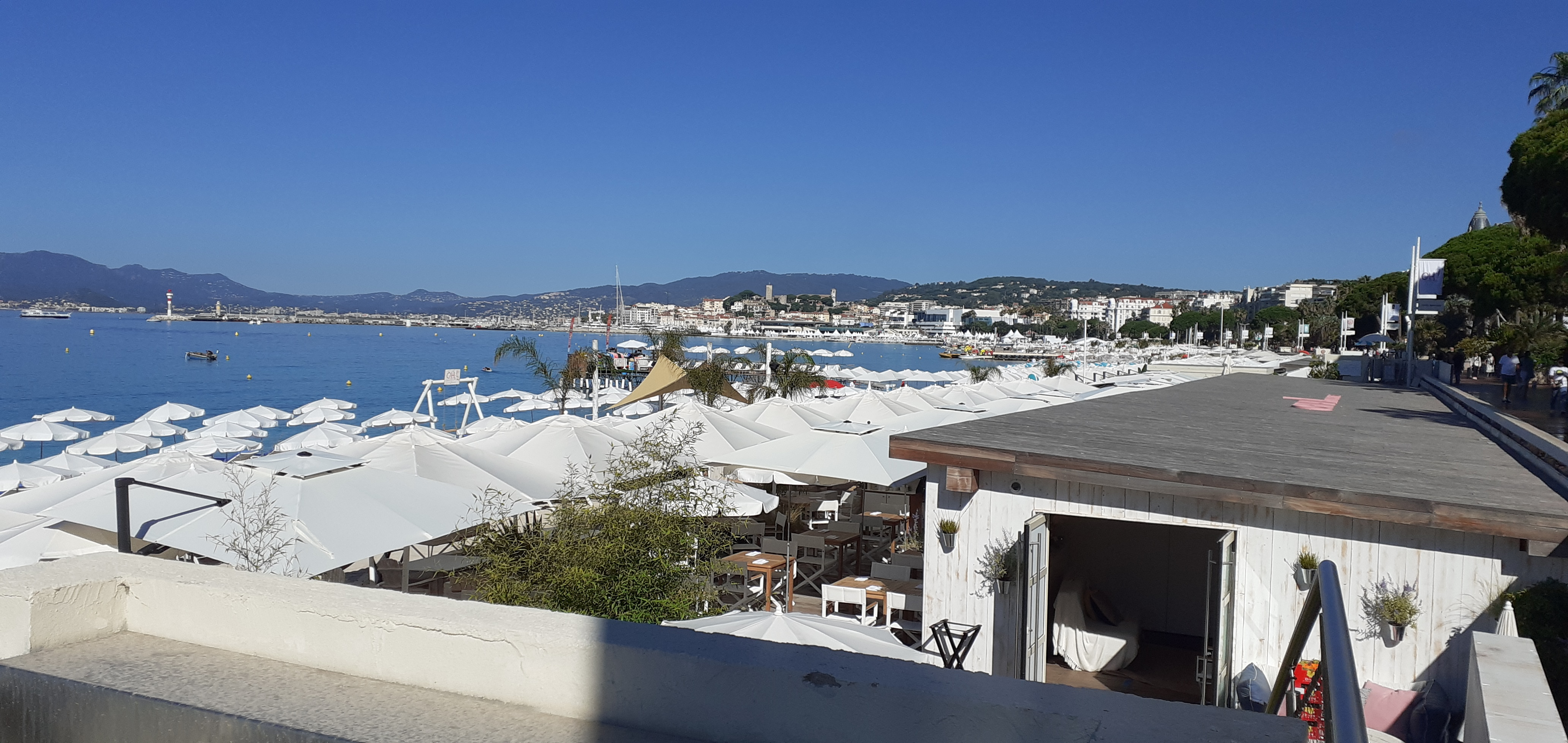
Nouvelle configuration des plages privées aux structures démontables.
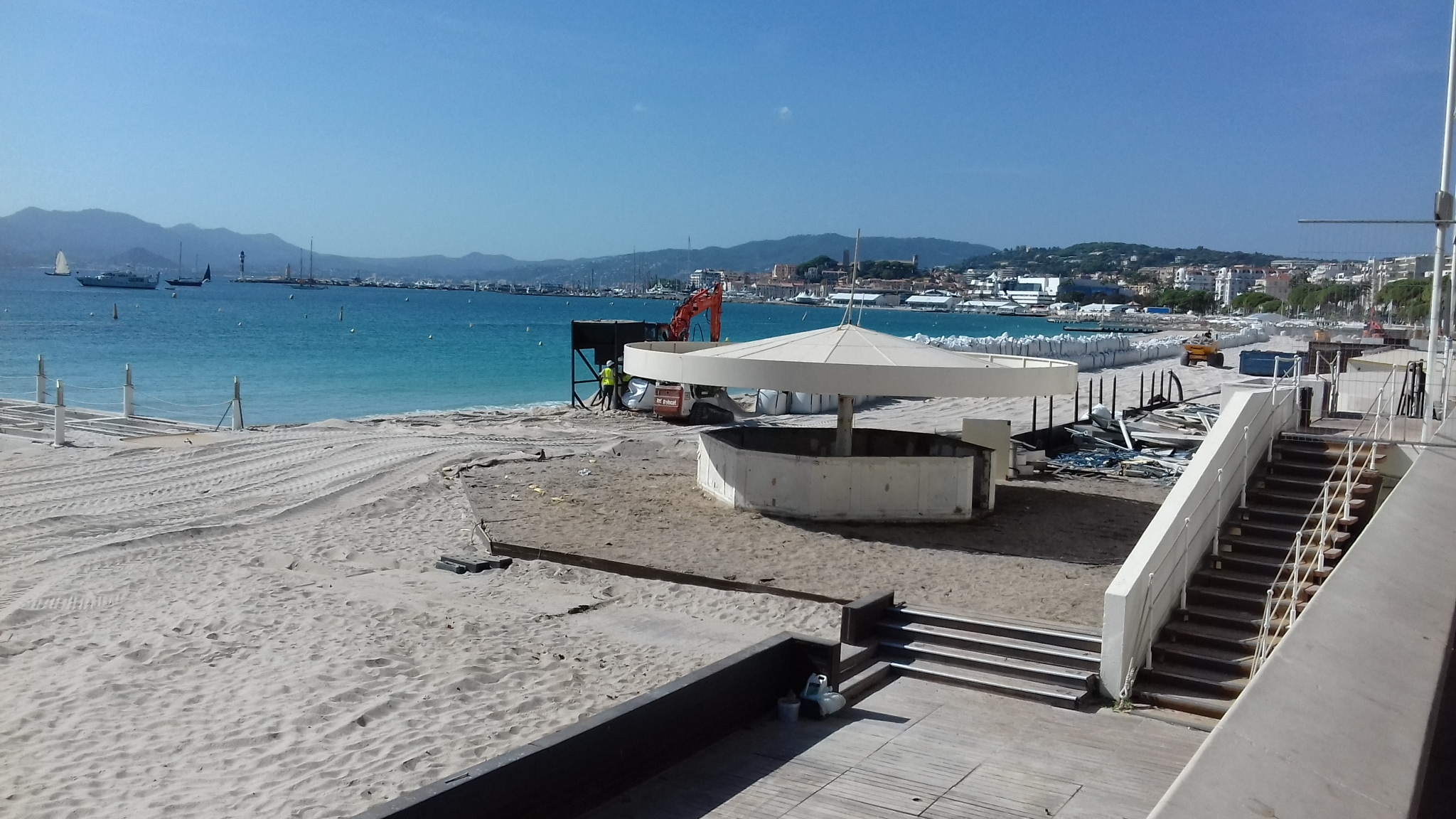
Travaux d'« engraissement » en 2018.

Vues d'ensemble
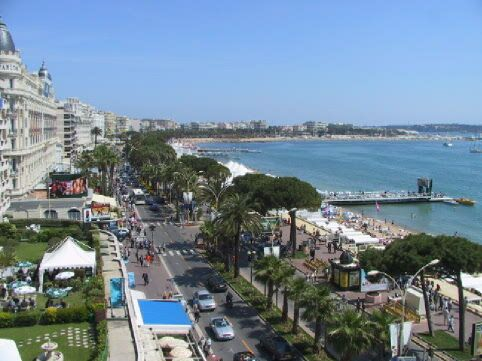
Le boulevard se prolongeant sur la Pointe Croisette.
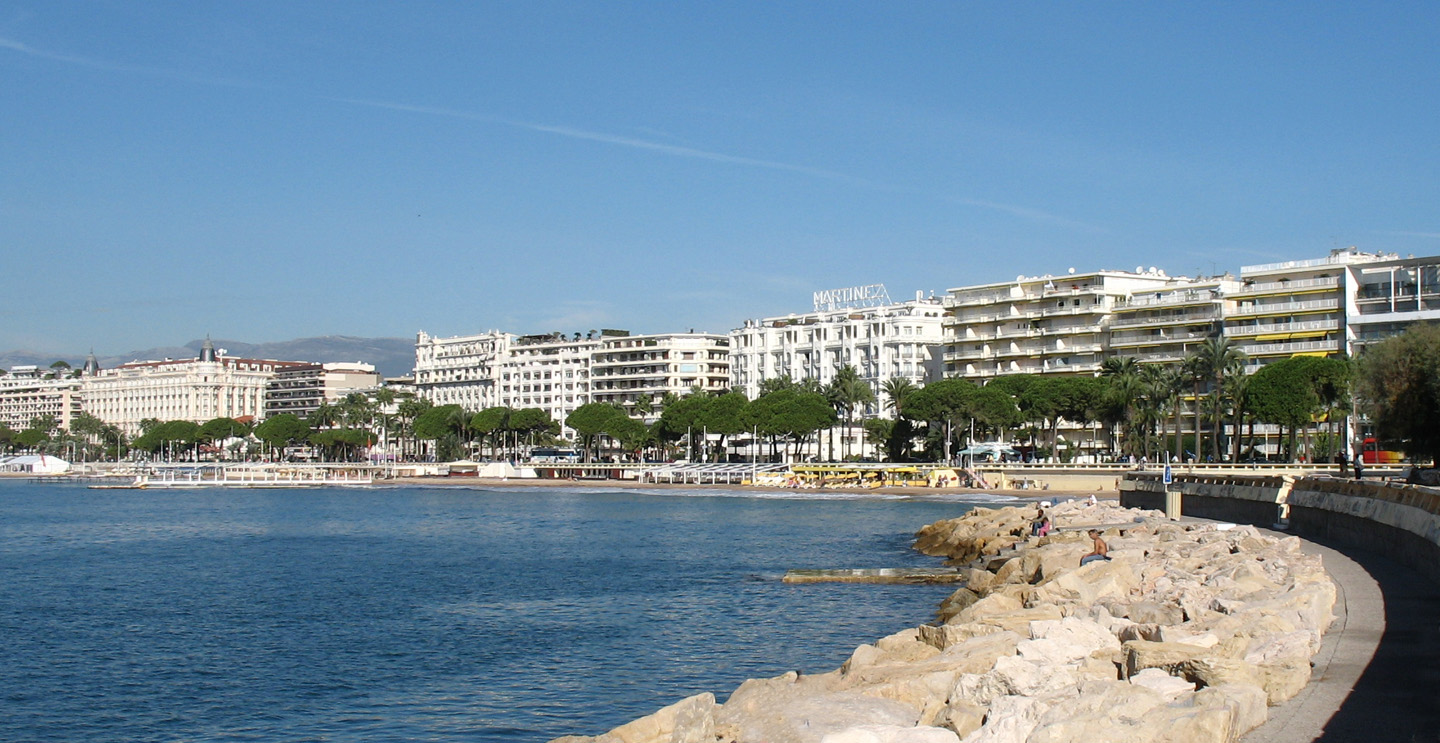
Le boulevard et les plages depuis l'est.
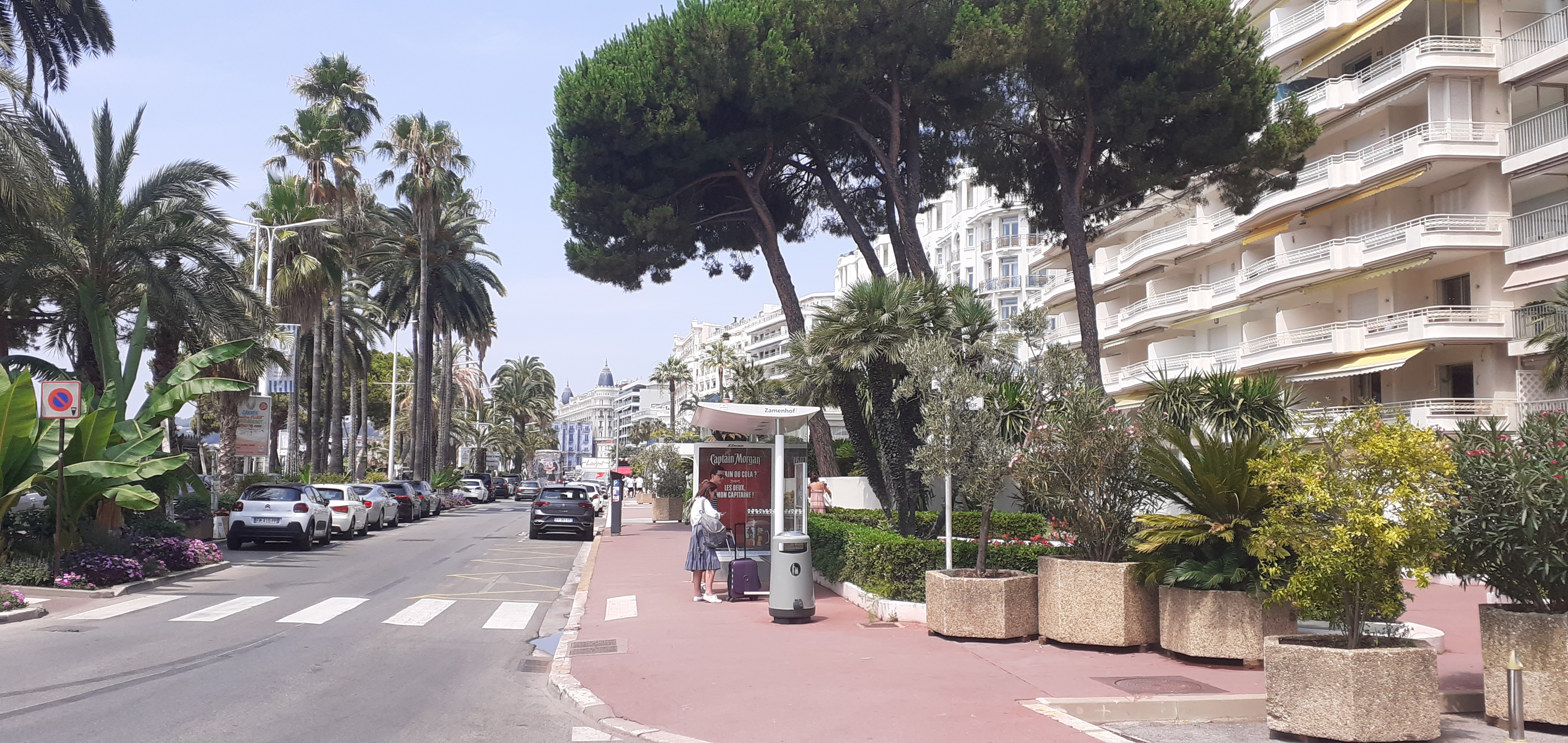
Le boulevard côté ville
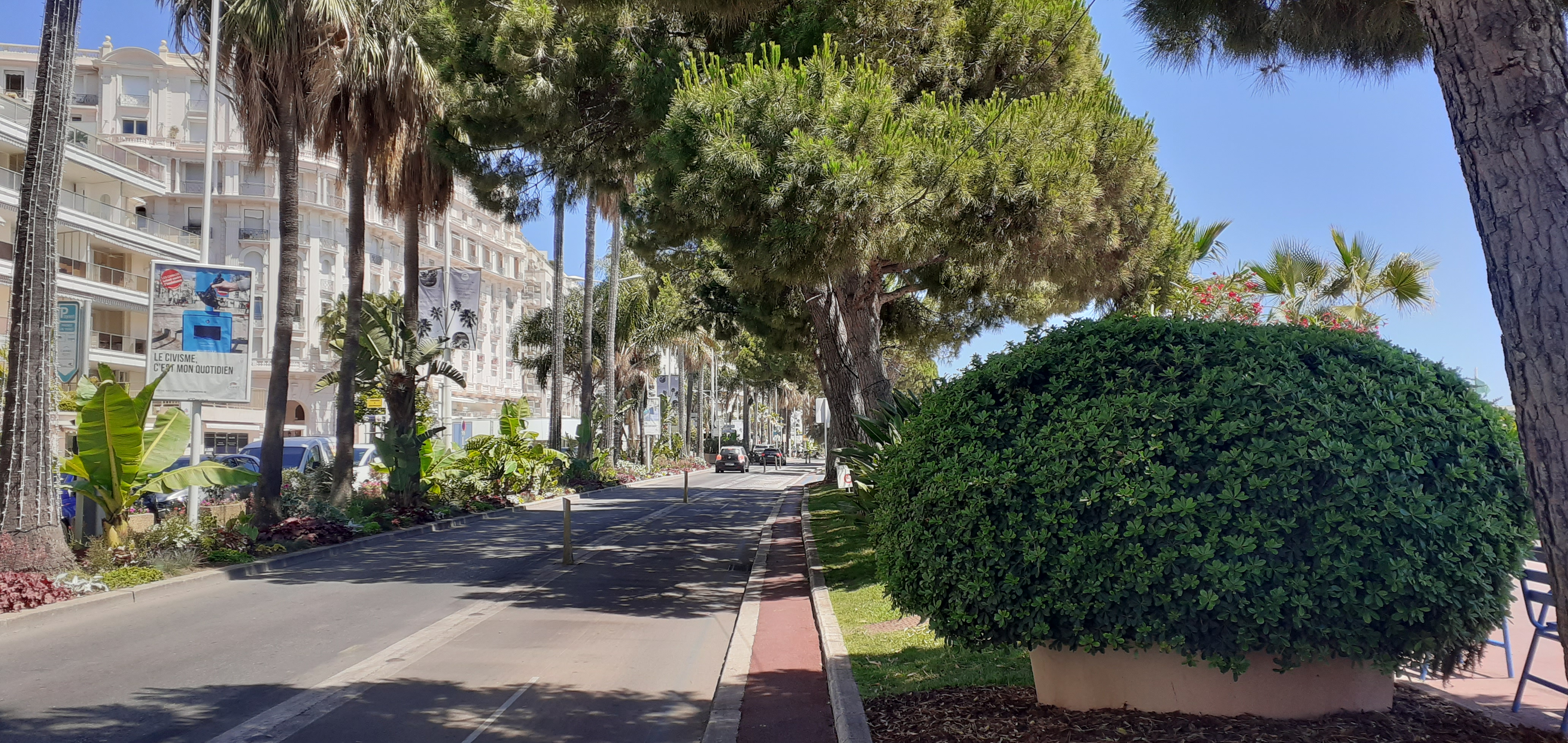
Le boulevard côté mer
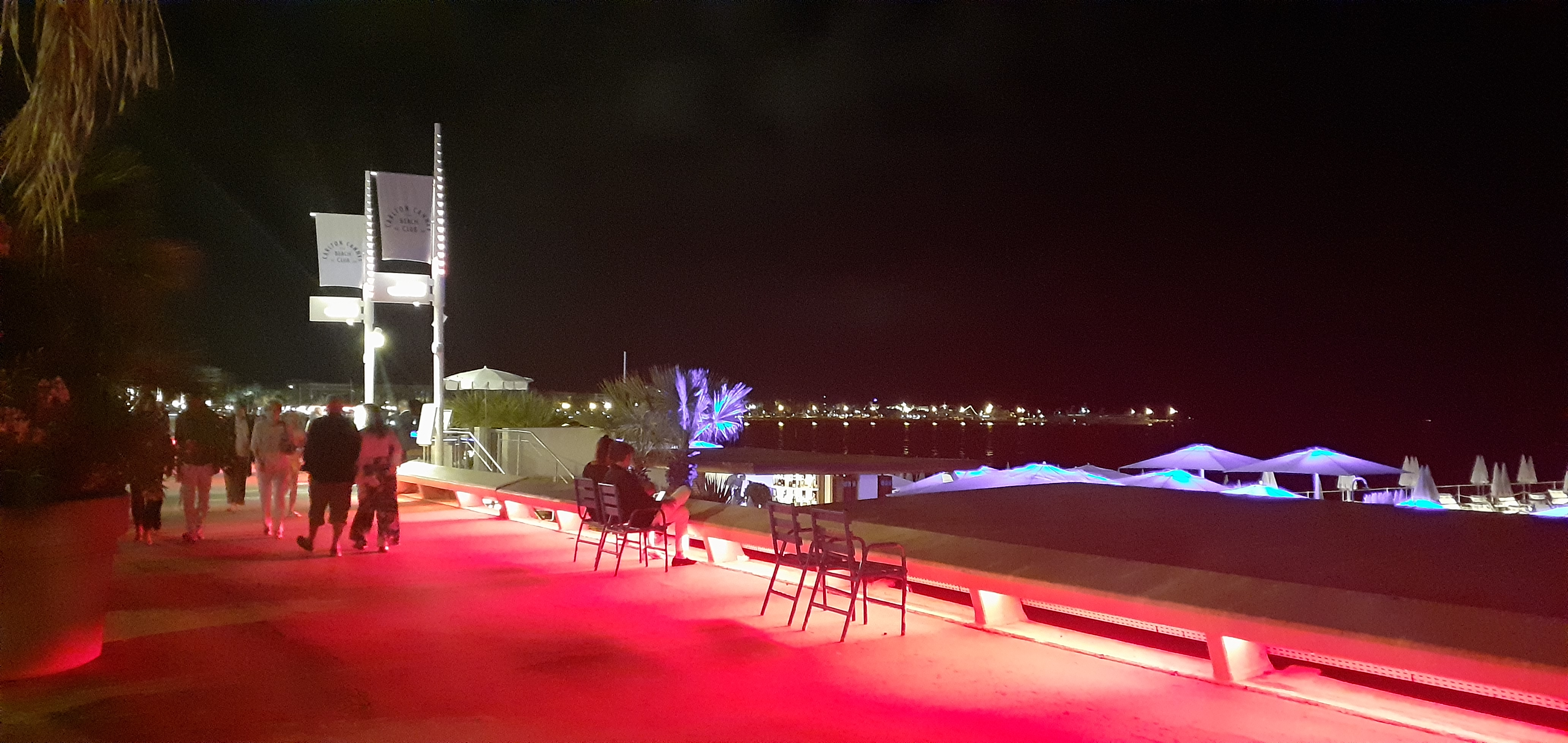
La Croisette de nuit en été

## Origine du nom
Selon la tradition, le nom de la Croisette serait dû à la présence d'une petite croix placée à la pointe du cap, que les Cannois vénéraient et auprès de laquelle les confréries de pénitents se rendaient en procession.

## Historique

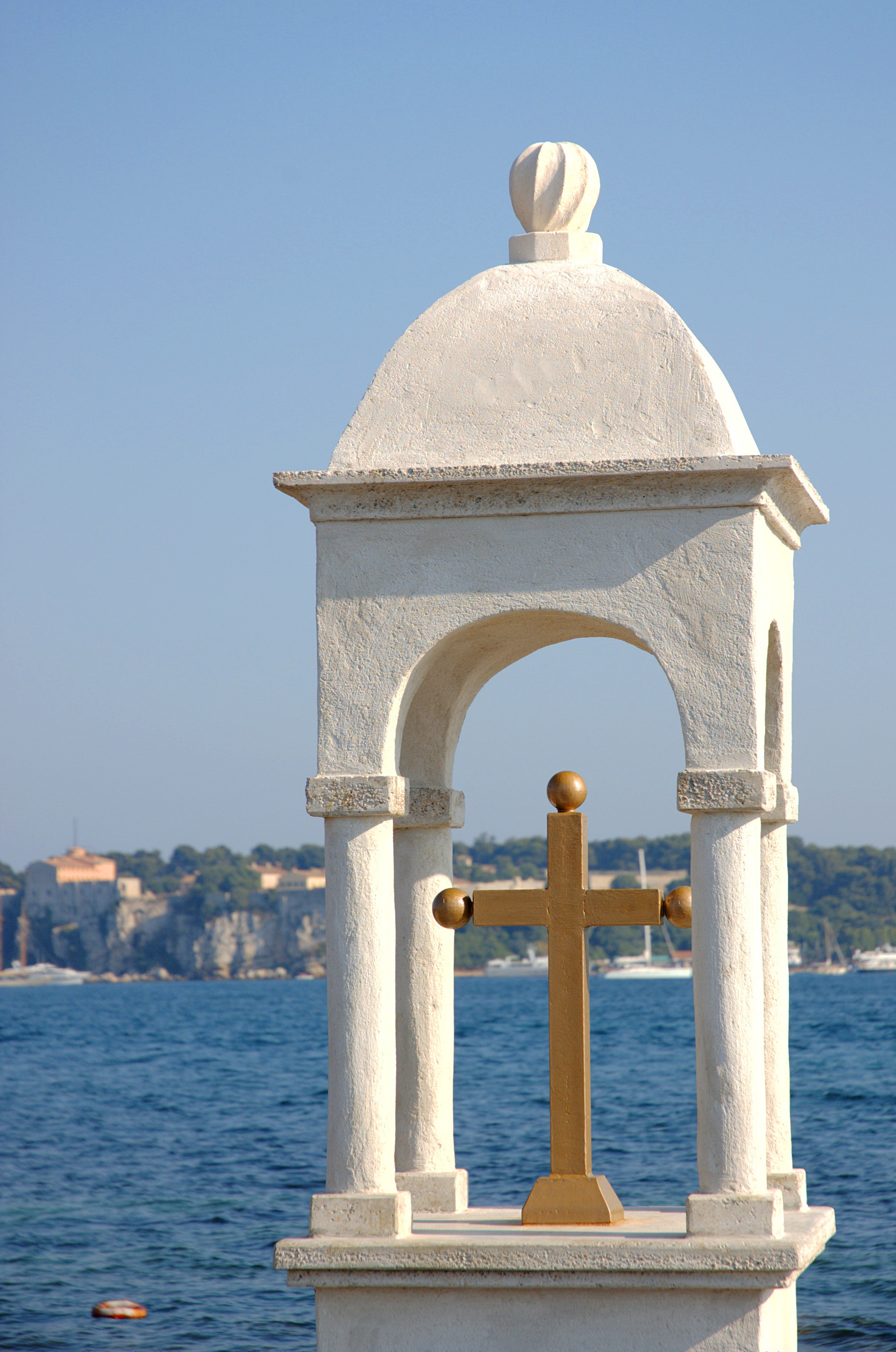
Oratoire de la Croix inauguré en 2010 sur la Pointe de la Croisette.

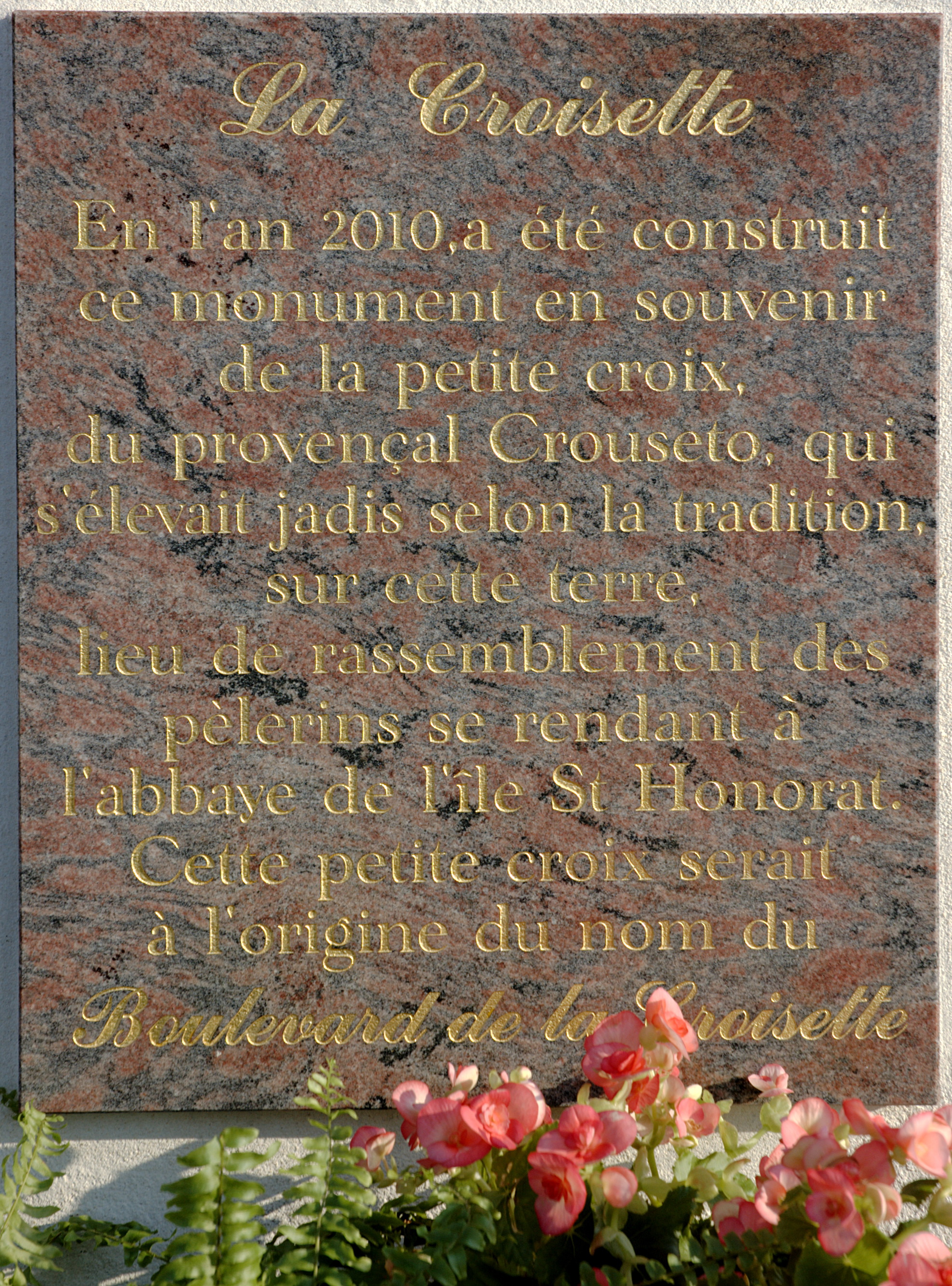
Plaque retraçant l'histoire de la Croisette.

Au Moyen Âge, une tour circulaire y a été construite permettant de surveiller l'approche de navires suspects et de donner l'alerte.
En 1635, la France de Louis XIII déclara la guerre à l'empereur Ferdinand II et à son allié le roi d'Espagne Philippe IV. Un fort fut construit, le fort Croisette ou fort de la Croix. Le 13 septembre 1635, une flotte espagnole de vingt-deux galères et cinq vaisseaux se présenta en rade de Cannes. Elle attaqua le Fort royal de l'île Sainte-Marguerite qui, faiblement défendu, dut capituler. Le lendemain, elle attaqua le fort Croisette qui résista. La reprise du fort Sainte-Marguerite par les troupes françaises ne commença que lorsqu'une flotte française commandée par le comte d'Harcourt se présenta devant le fort le 14 avril 1637. La prise des deux îles de Lérins fut effective le 12 mai. De cette époque datait un chemin reliant Cannes, à partir de la rue Grande, au cap Croisette. Au début du XIXe siècle il n'en restait plus trace. Des dunes de sable l'avaient recouvert.
En 1853, Marius Barbe, maire de Cannes, demande à l'État la concession de la bande littorale pour y aménager une promenade. En 1856, les 26 propriétaires riverains, jusqu'alors opposés au projet, décident de construire un chemin de 5 m de largeur, du ruisseau de la Foux à la pointe Croisette, en prenant à leur charge les 5/6 des frais. Un arrêté préfectoral autorise les travaux le 14 janvier 1857. Le conseil municipal vote le projet le 24 janvier 1859. Le chemin est classé chemin vicinal en 1860. La voie carrossable est livrée le 14 mars 1863. Ces aménagements permettent la construction en 1864 de l'Hôtel Gonnet, du Grand Hôtel, du Cercle nautique et d'une quinzaine de villas.
Par délibération municipale du 22 septembre 1866, la Croisette prend le nom de boulevard de l'Impératrice. Après la Seconde Guerre mondiale, la plupart des grands établissements sont reconstruits. Le Cercle nautique est remplacé par le Palais Croisette, palais des Festivals de 1949 à 1982.
Entre 1960 et 1963, le maire de Cannes, Bernard Cornut-Gentille, réalise de grands travaux d'élargissement du boulevard avec des encorbellements au-dessus de la plage pour protéger la chaussée, puis l'engraissement en sable de la plage qui ont donné l'aspect de la promenade telle qu'on la connaît jusqu'en 2018,.

## Aménagements et travaux

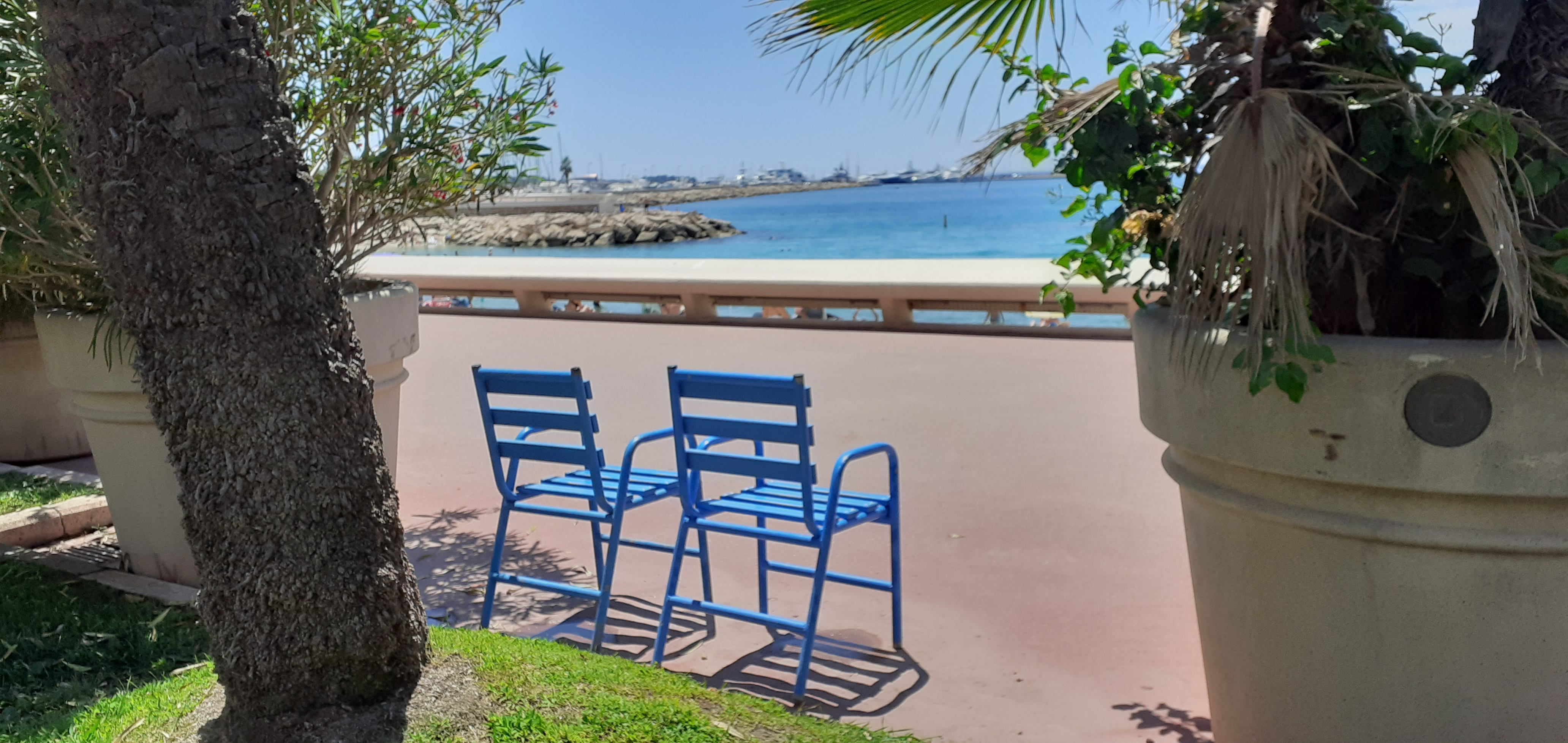
Les chaises Bleues de la Croisette

Aménagée sur l'ancien chemin littoral appelé « chemin de la petite croix », elle est connue dans le monde entier grâce au Festival international du Film et au Palais des festivals et des congrès dont les célèbres marches, couvertes d'un tapis rouge, descendent jusqu'au départ de la promenade. La plupart des grands hôtels sont situés sur le boulevard de la Croisette, ainsi que les agences immobilières et les boutiques de grandes marques (joaillerie, mode, etc) au pied de luxueux ensembles résidentiels,,.
Dans le cadre du projet « La Croisette réinvente sa légende », de grands travaux d'agrandissement des plages ont été entrepris d'octobre 2017 à avril 2018 (phase 1) afin de gagner une bande de 40 mètres de large sur la mer sans impact négatif sur le littoral. La superficie totale de la plage est ainsi passée de 6 000 à 12 000 m2. De septembre 2018 à mars 2020 (phase 2), des travaux de mise en valeur du boulevard de la Croisette ont été entrepris entre le Palais des Festivals et l'hôtel Martinez : renouveau des établissements privés, harmonisation de la physionomie de la plage,. La troisième et dernière tranche des travaux (phase 3) s'étendra de février 2022 à  décembre 2025 et comprendra :
- de février 2022 à décembre 2023 : reprise complète des réseaux souterrains (eau potable, eaux pluviales, etc.) ;
- de janvier 2024 à décembre 2025 : requalification, embellissement et sécurisation du boulevard (Promenade plus spacieuse, mieux végétalisée et habillée d'un revêtement plus noble et esthétique, chaussées et traverses piétonnes sécurisées, nouveau mobilier urbain, renforcement de l'éclairage et de la videoprotection, aménagement d'une piste cyclable, amélioration de la desserte des transports en commun).

## Bâtiments remarquables et lieux de mémoire
Le front de mer dit boulevard de la Croisette est inscrit à l'inventaire général du patrimoine culturel au titre du recensement du patrimoine balnéaire de Cannes. La même étude recense les lieux et édifices qui ont fait l'histoire de la Croisette : 

### Espaces verts
- Jardin d'agrément de la villa la Corne d'or (disparu), 100 boulevard de la Croisette[37]
- Jardin des Hespérides (disparu), 104 boulevard de la Croisette[38]

### Monuments
- Monument au Général de Gaulle, square du Huit-Mai-1945[39]
- Monument à Albert Ier roi des Belges, square du Huit-Mai-1945[40]

### Édifices publics

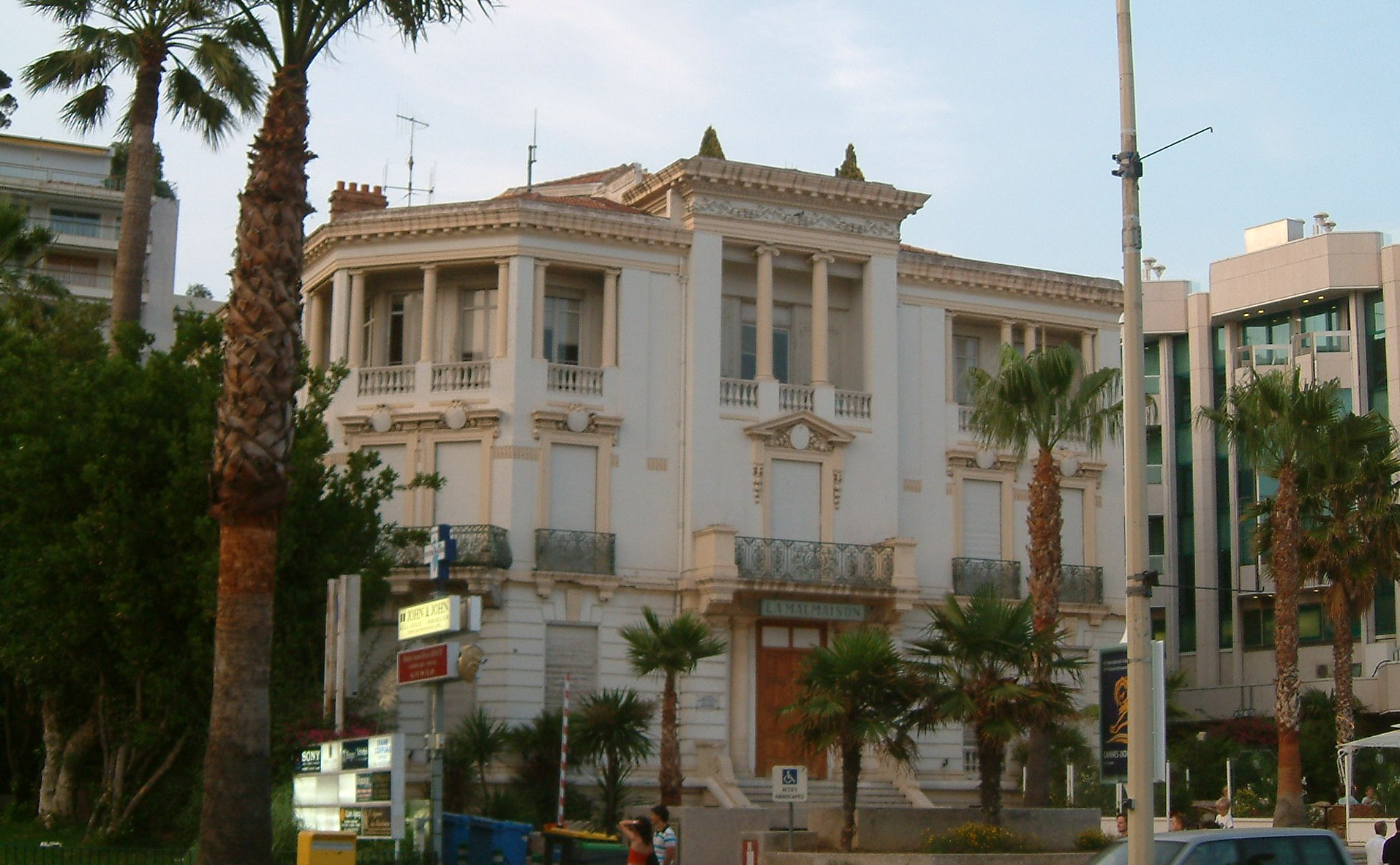
La Malmaison, 47 boulevard de la Croisette.

- Casino municipal (détruit) puis Palais des festivals et des congrès, 1 boulevard de la Croisette[41]
- La Malmaison, 47 boulevard de la Croisette[42]
- Cercle nautique (détruit), 49, 50 boulevard de la Croisette[43]
- Palais Croisette (détruit), 48 à 51 boulevard de la Croisette[44]
- Bains de la Croisette (détruits), face au 50 boulevard de la Croisette[45]

### Résidences

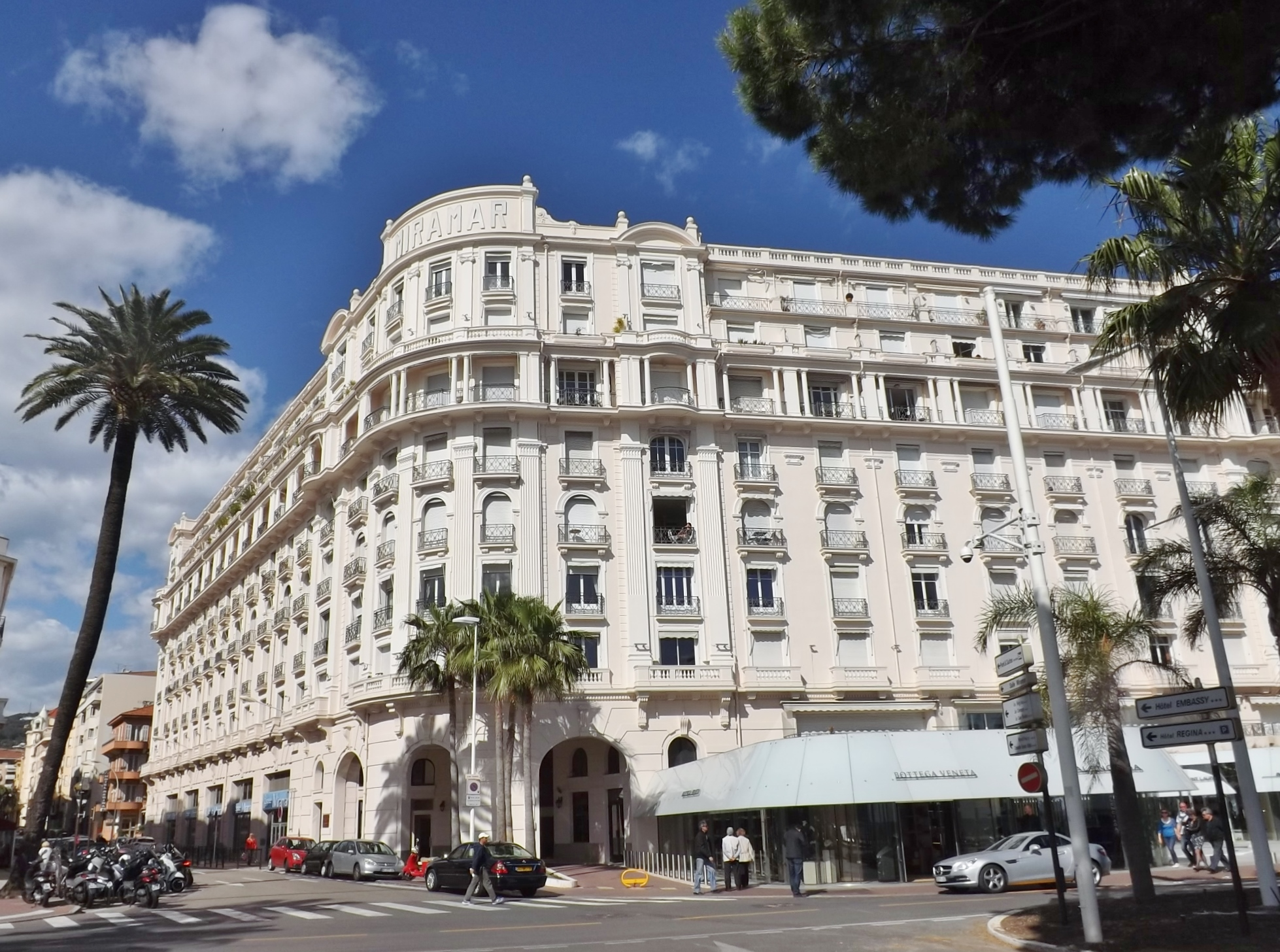
Résidence Miramar, 65 boulevard de la Croisette.

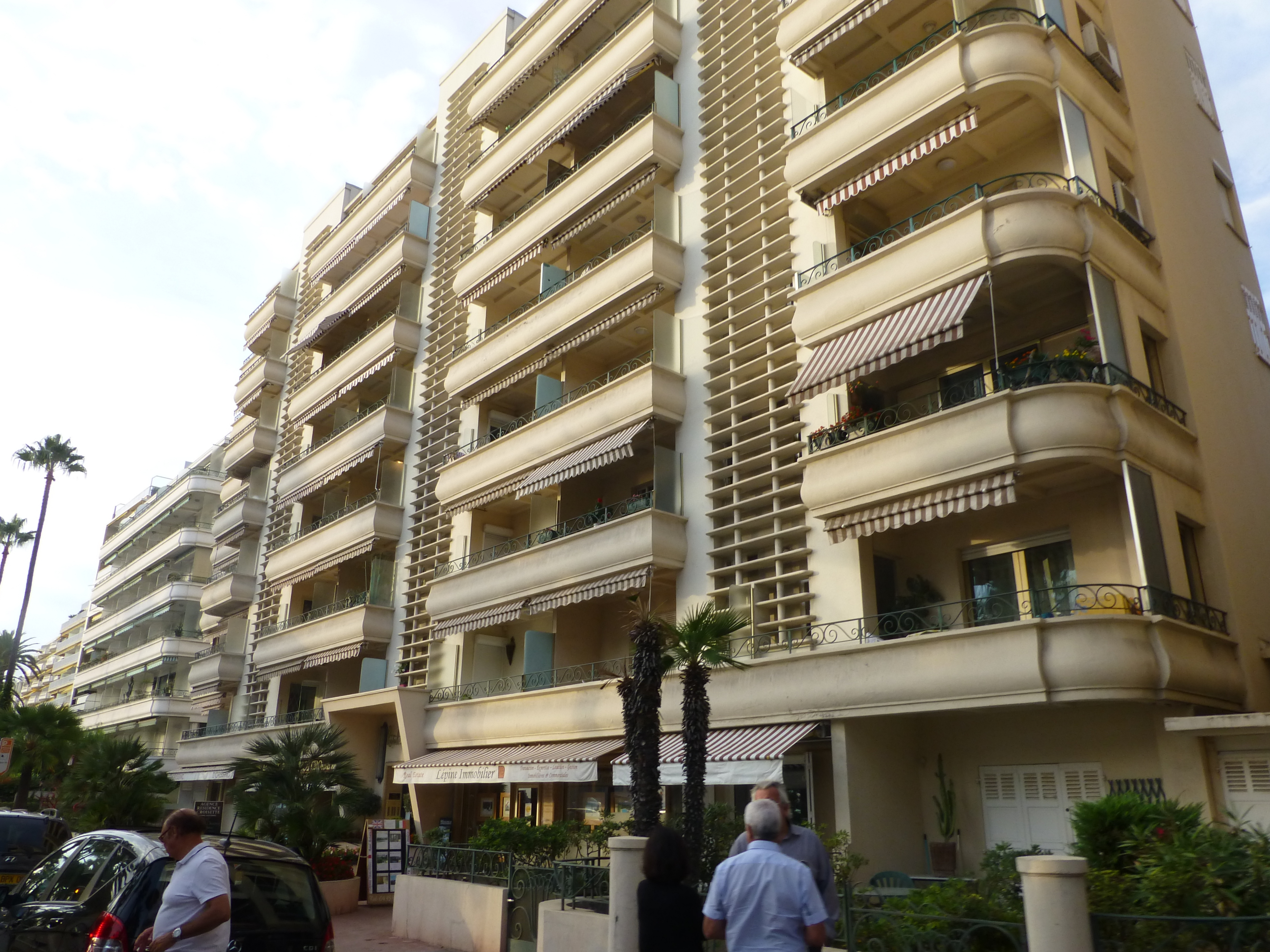
Résidence Croisette, 81 boulevard de la Croisette.

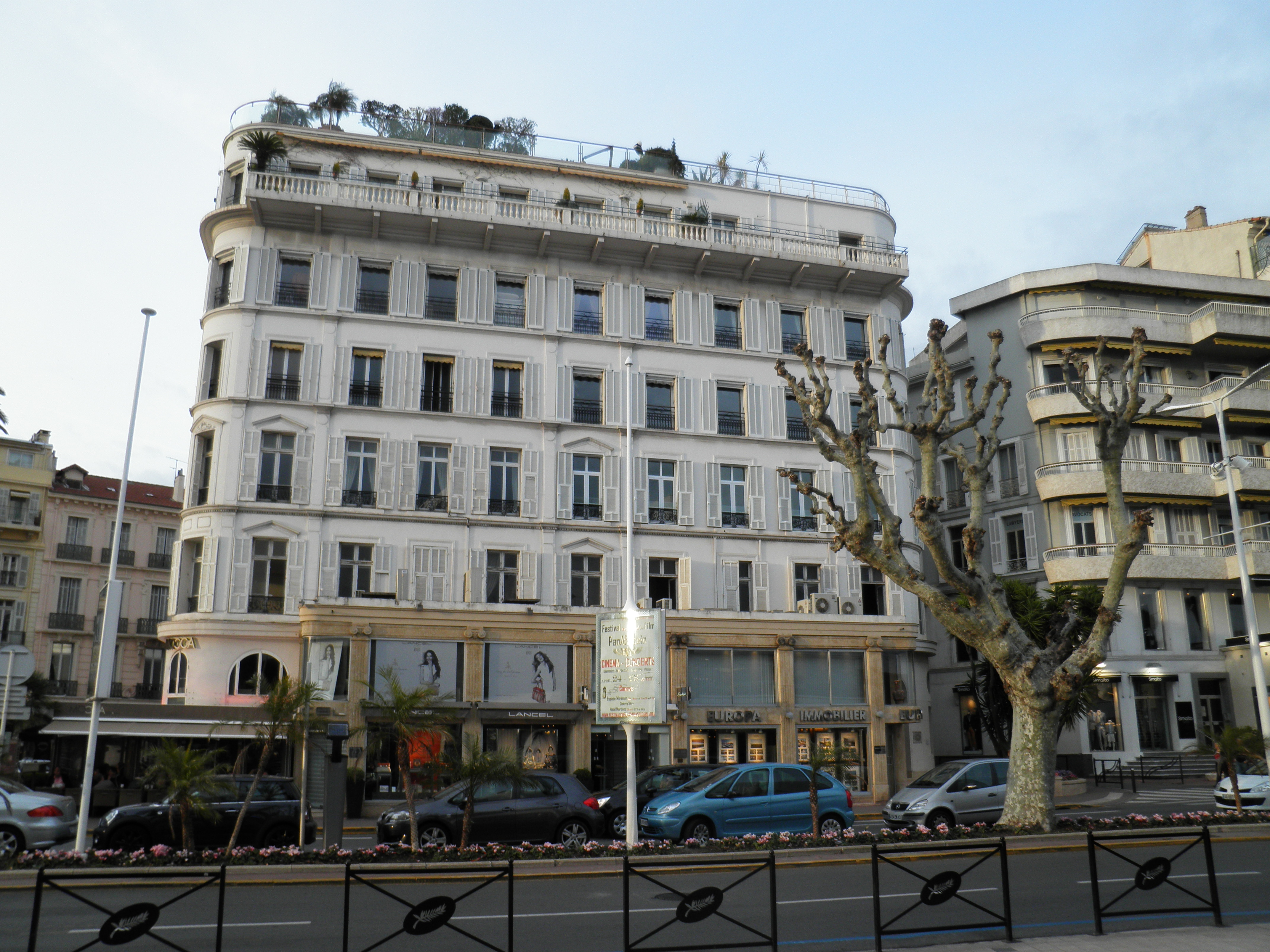
Immeuble, 2 boulevard de la Croisette.

- Villa Bagatelle (restaurée), 25 boulevard de la Croisette[46]
- Villa des Fleurs (restauré), 31 boulevard de la Croisette[47]
- Villa Bernard (restaurée), 35 boulevard de la Croisette[48]
- Villa Royale (restaurée), 40 boulevard de la Croisette[49]
- Villa Saint-Michel (détruite), 55 boulevard de la Croisette[50]
- Villa Rose-Marie (détruite), 56 boulevard de la Croisette[51]
- Résidence Le Drap d'Or (restaurée), 61 boulevard de la Croisette[52]
- Villas Félicia et Lérina (détruites), 62-63 boulevard de la Croisette[53]
- Villa des Bambous (détruit), 65 boulevard de la Croisette[54]
- Résidence Miramar (restaurée), 65 boulevard de la Croisette[55]
- Résidence Henri IV (restaurée), 74 boulevard de la Croisette[56]
- Villa Eldé (détruite), 75 boulevard de la Croisette[57]
- Le Régent, 80 boulevard de la Croisette[58]
- Résidence Croisette, 81 boulevard de la Croisette[59]
- Villa Trianette (restauré), 88 boulevard de la Croisette[60]
- Villa des Dunes (détruite), 90-92 boulevard de la Croisette[61]
- Palais des Dunes, 90-92 boulevard de la Croisette[62]
- Palais Faustina, 95 boulevard de la Croisette[63]
- L'Age d'Or, 96 boulevard de la Croisette[64]
- Le Beach, 118, 119 boulevard de la Croisette et 76, 78 avenue de Lérins[65]
- La Corne d'Or (restauré), 100 boulevard de la Croisette[66]
- Le Marly, 104 boulevard de la Croisette[67]
- Résidence Le Romance, 122 à 124 boulevard de la Croisette[68]
- La Médicis (détruite), 127, 128 boulevard de la Croisette[69]

### Hôtels et commerces
- Agence Paris-Lyon-Méditerranée et Wagons-Lits Cook, 2 boulevard de la Croisette[70]
- Café de Paris, 7 boulevard de la Croisette et 18, 20 rue des Belges[71]
- Hôtel Beau Rivage (détruit), 10 boulevard de la Croisette[72]
- Hôtel Majestic (restauré), 10 boulevard de la Croisette[73]
- Galeries Fleuries (détruites), 12 boulevard de la Croisette[74]
- Hôtel Gray d'Albion, 12-18 boulevard de la Croisette, 62 rue d'Antibes[75]
- Les Arcades de la Croisette, 37, 38 boulevard de la Croisette, 32 rue du Commandant-André[76]
- Hôtel Gonnet et de la Reine (détruit), 42 boulevard de la Croisette[77]
- Le Grand Hôtel (détruit, restauré), 45, 47 boulevard de la Croisette[78]
- Établissement de bains du Grand Hôtel (détruit), face au 45, 47 boulevard de la Croisette[79]
- Boutiques Mary et Suzanne (détruit), 52 boulevard de la Croisette[80]
- Hôtel de la Plage (détruit), 58 boulevard de la Croisette[81]
- Hôtel Carlton  Inscrit MH (1984, 1989, partiellement), 58 boulevard de la Croisette[82],[83]
- Hôtel Bleu Rivage, 59, 60 boulevard de la Croisette[84]
- Hôtel Martinez, 73 boulevard de la Croisette[85]
- Magasin de commerce et d'exposition des automobiles Citroën (détruit) 82 boulevard de la Croisette[86]

Les palaces de la Croisette
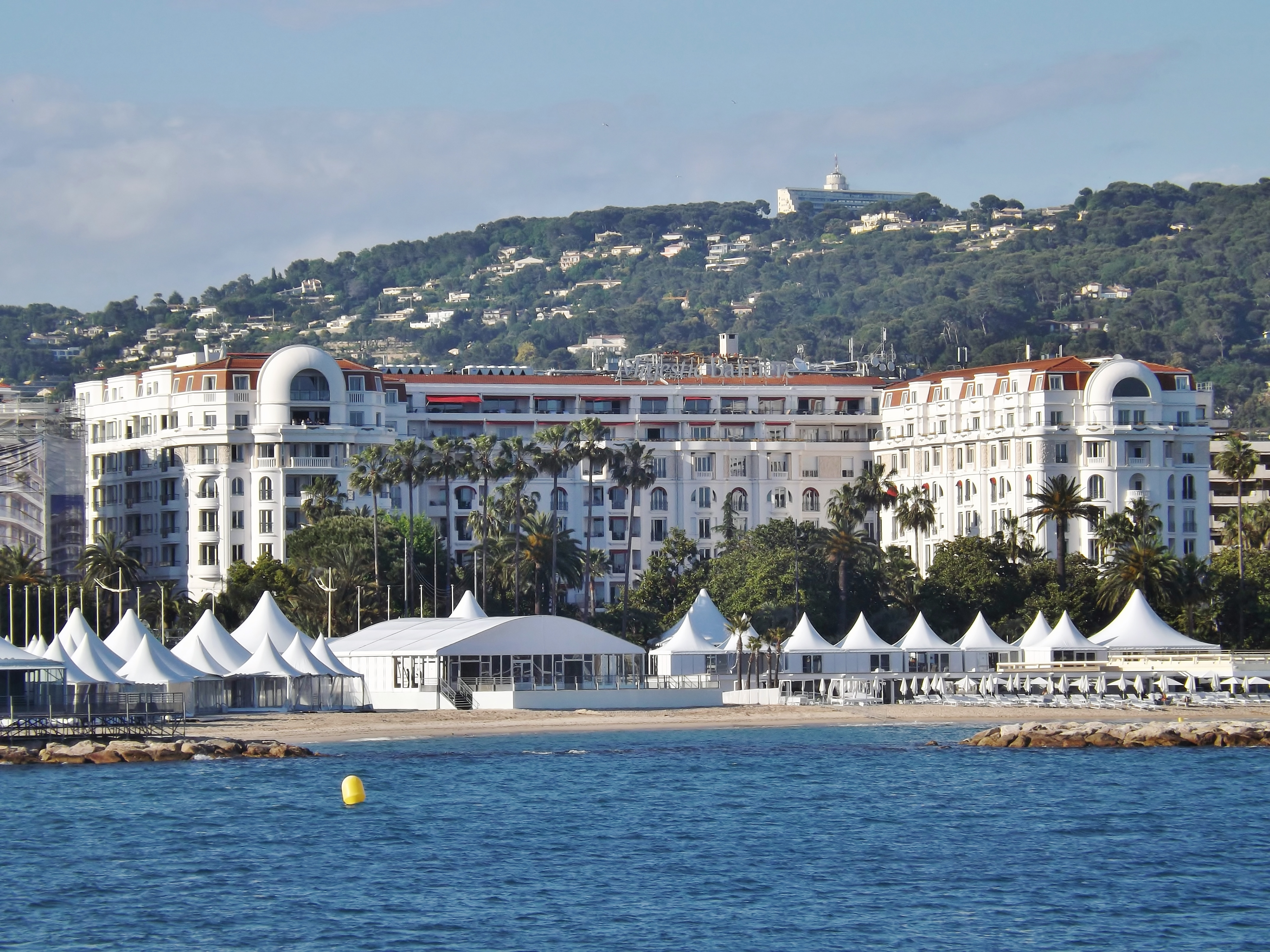
Hôtel Majestic, 10 boulevard de la Croisette.
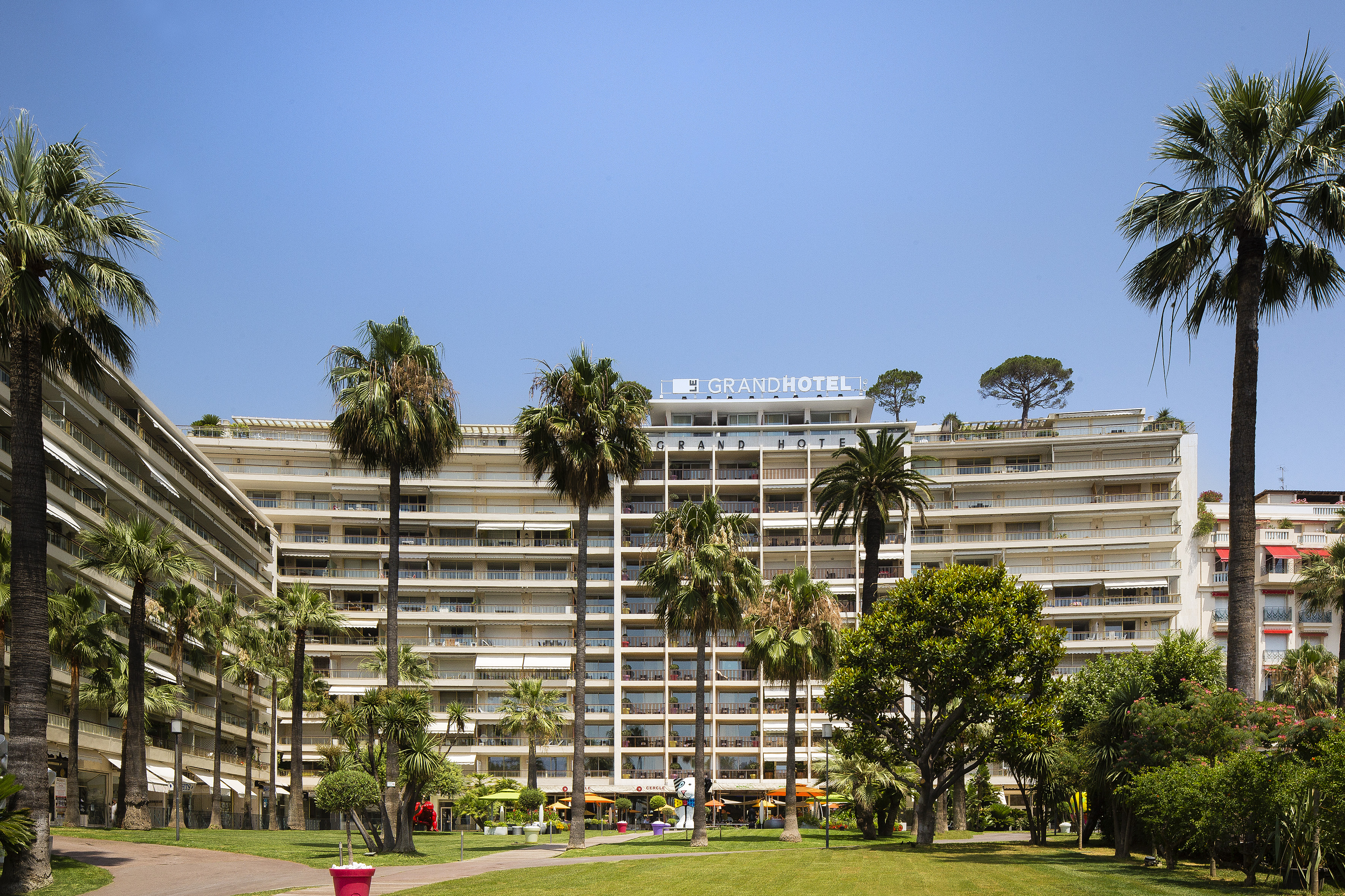
Le Grand Hôtel, 45, 47 boulevard de la Croisette.
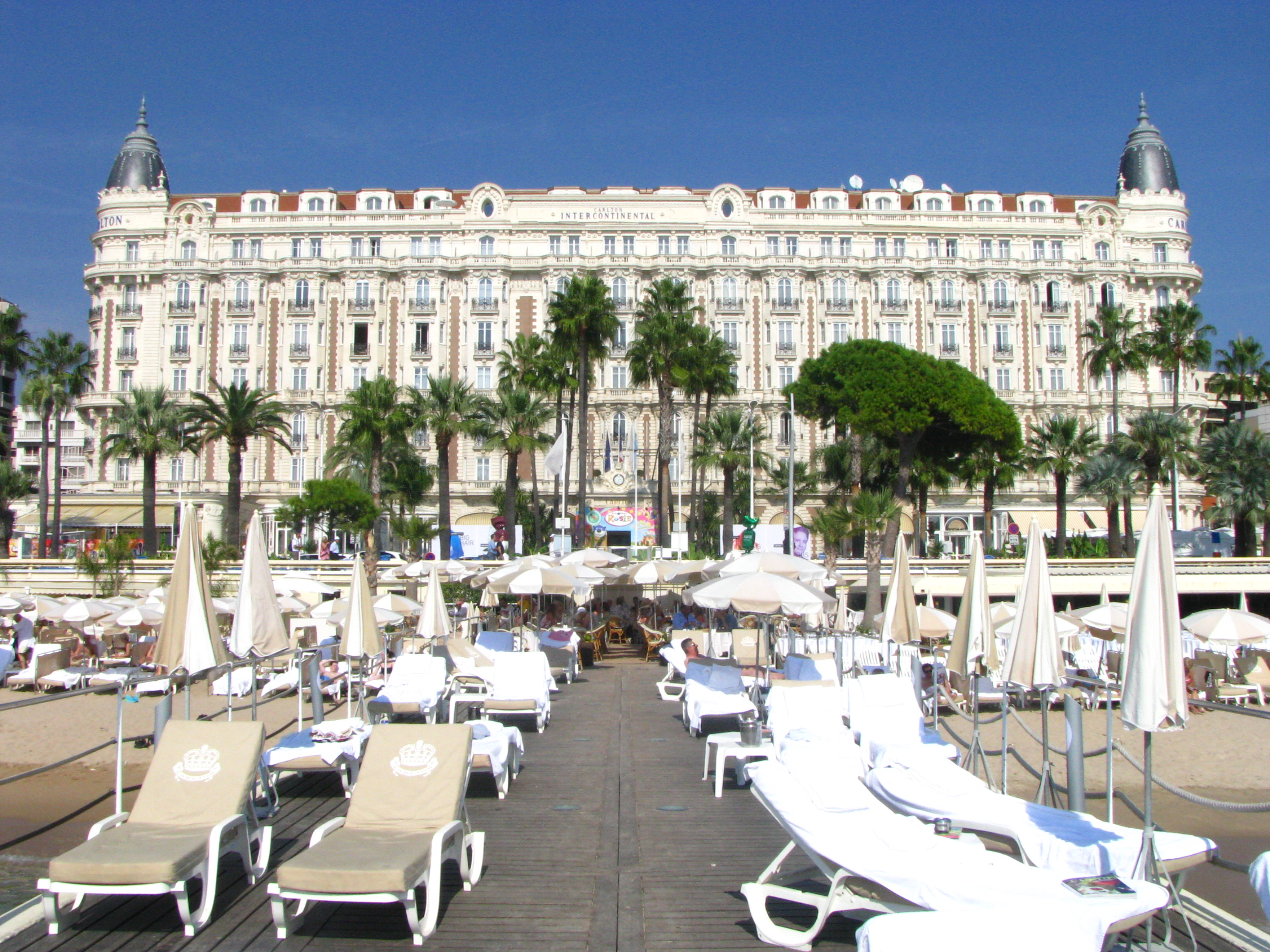
Hôtel Carlton, 58 boulevard de la Croisette.